# Castell de Peralada

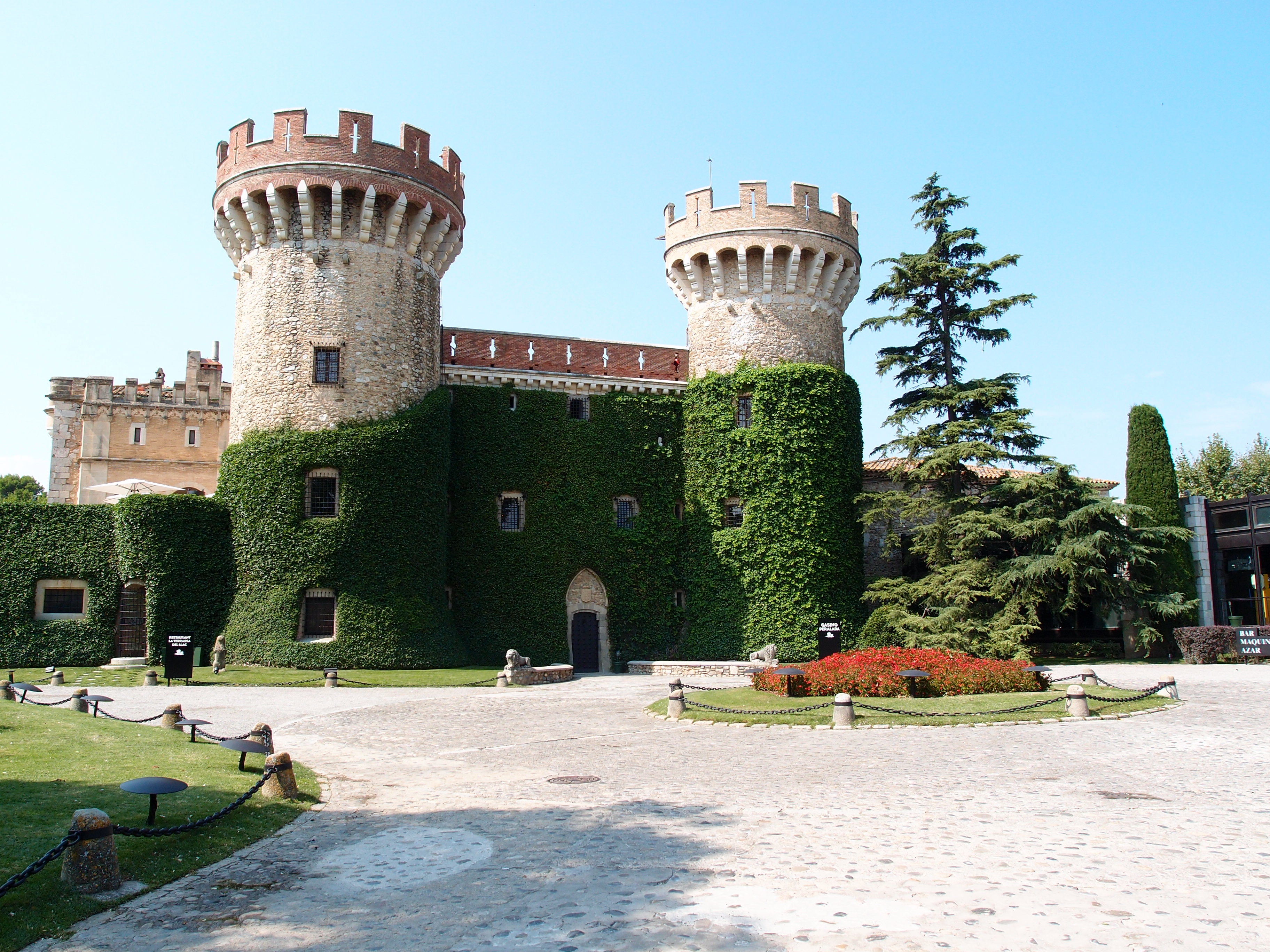
Das Castell de Peralada

Das Castell de Peralada ist ein von Mauern vollständig umschlossenes historisches Ensemble in der katalanischen Gemeinde Peralada, die sich in der Provinz Girona im Nordosten Spaniens in der Comarca Alt Empordà befindet. Die etwa 77.000 Quadratmeter umfassende Gesamtanlage beherbergt neben dem namensgebenden vormaligen Schloss der Grafen von Peralada insbesondere ein ehemaliges mittelalterliches Karmeliterkloster mit angeschlossener Kirche, einen historischen Landschaftspark aus dem 19. Jahrhundert sowie ein modernes Auditorium für Musikfestspiele.

## Geschichte

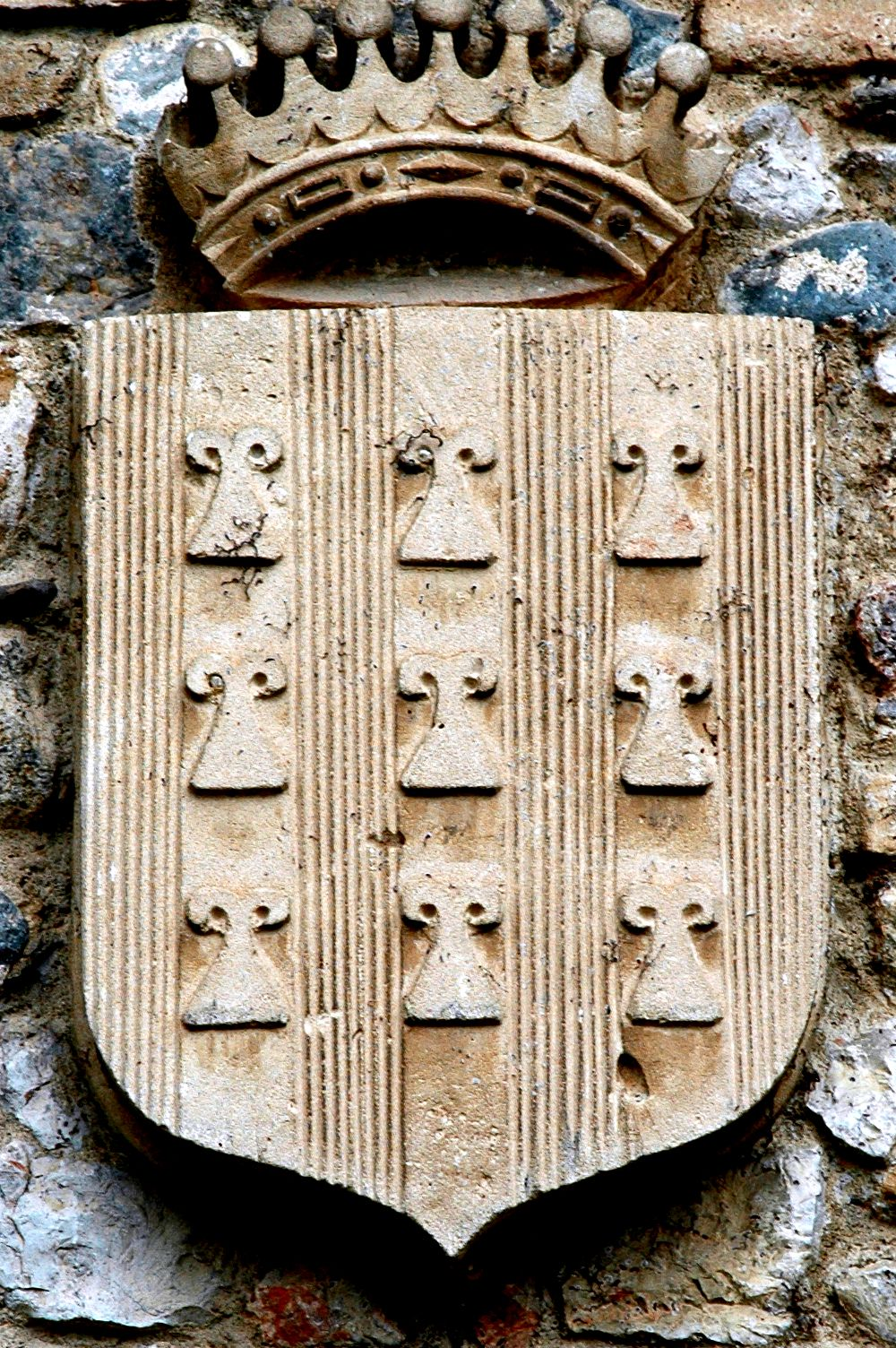
Das gräfliche Wappen des Adelsgeschlechts der Rocabertí zu Peralada

Der Ursprung des Castells von Peralada beginnt mit der Errichtung einer Burg innerhalb der damaligen Mauern des Ortes durch die Vizegrafen von Peralada – derer von Rocabertí – im 9. Jahrhundert. Diese Wehranlage wurde 1285 im Krieg gegen die Franzosen unter König Philipp III. vollständig zerstört. Die Rocabertís ließen im 14. Jahrhundert das Castell in Peralada außerhalb der ursprünglichen Befestigungsmauern größer wieder aufbauen; ebenfalls im 14. Jahrhundert erhielt der Orden der Karmeliten die Erlaubnis, angrenzend an die neue Burg ein Kloster und eine Klosterkirche zu errichten. Nachdem die Mönche im Jahre 1835 das Kloster verlassen hatten, wurde es von den Rocabertís (seit 1599 auch Grafen von Peralada) übernommen und als Schule weitergenutzt. Um 1870 ließen die letzten Grafen von Peralada aus der Dynastie der Rocabertís ihre Burg in ein repräsentatives Schloss nach französischem Vorbild umbauen, umgeben von einem ab 1877 angelegten Landschaftspark. Als Tomàs de Rocabertí-Boixadors Dameto i de Verí (bedeutende Adelstitel: 12er Graf von Peralada, 37er Vizegraf von Rocabertí, 11er Graf von Savallà, 10er Marquis d’Anglesola und 10er Marquis von Bellpuig) im Jahre 1898 ohne Nachkommen verstorben war, stand der Gebäudekomplex des Castells von Peralada zeitweilig leer und drohte zu verfallen, bis 1923 der katalanische Stahlindustrielle, Bankier, Geschäftsmann und spätere Bürgermeister Barcelonas (1939–1945) Miquel Mateu i Pla (Sohn des Bankiers und Mitbegründers des Unternehmens La Hispano-Suiza, Damià Mateu i Bisa) das Gesamtensemble erwarb, aufwendig sowie stilecht restaurierte und weiter ausbaute. Seit dessen Tod im Jahre 1972 befindet sich das Castell de Peralada im Eigentum seiner Tochter Carmen Mateu Quintana, die ihrerseits die international renommierten Musikfestspiele von Peralada ab dem Jahr 1987 auf dem Areal des Schlossparks etablierte. Seit dem Tod von Carmen Mateu im Januar 2018 führen ihre drei Kinder gemeinsam die Stiftung Castell de Peralada.

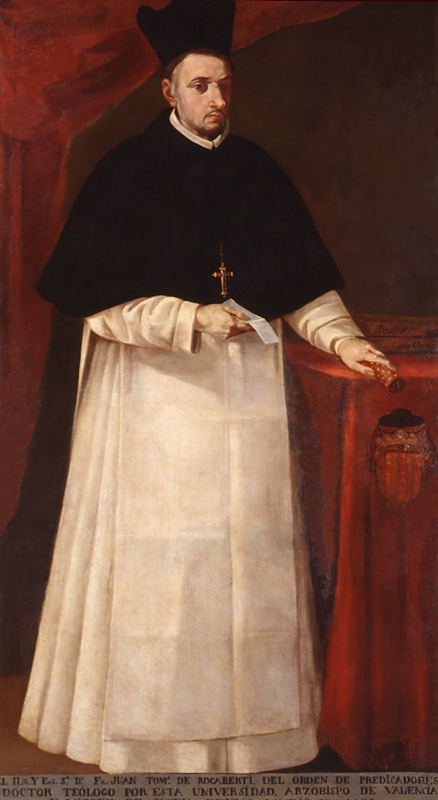
Juan Tomás de Rocaberti, Großinquisitor von Spanien (1695–1699)
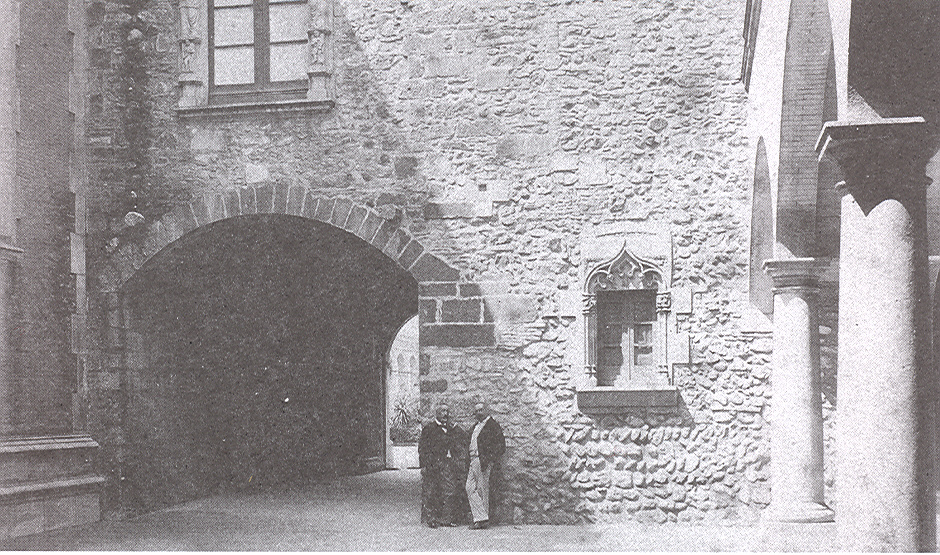
Tomàs und Antoni de Rocabertí vor ihrem Schloss, 1887
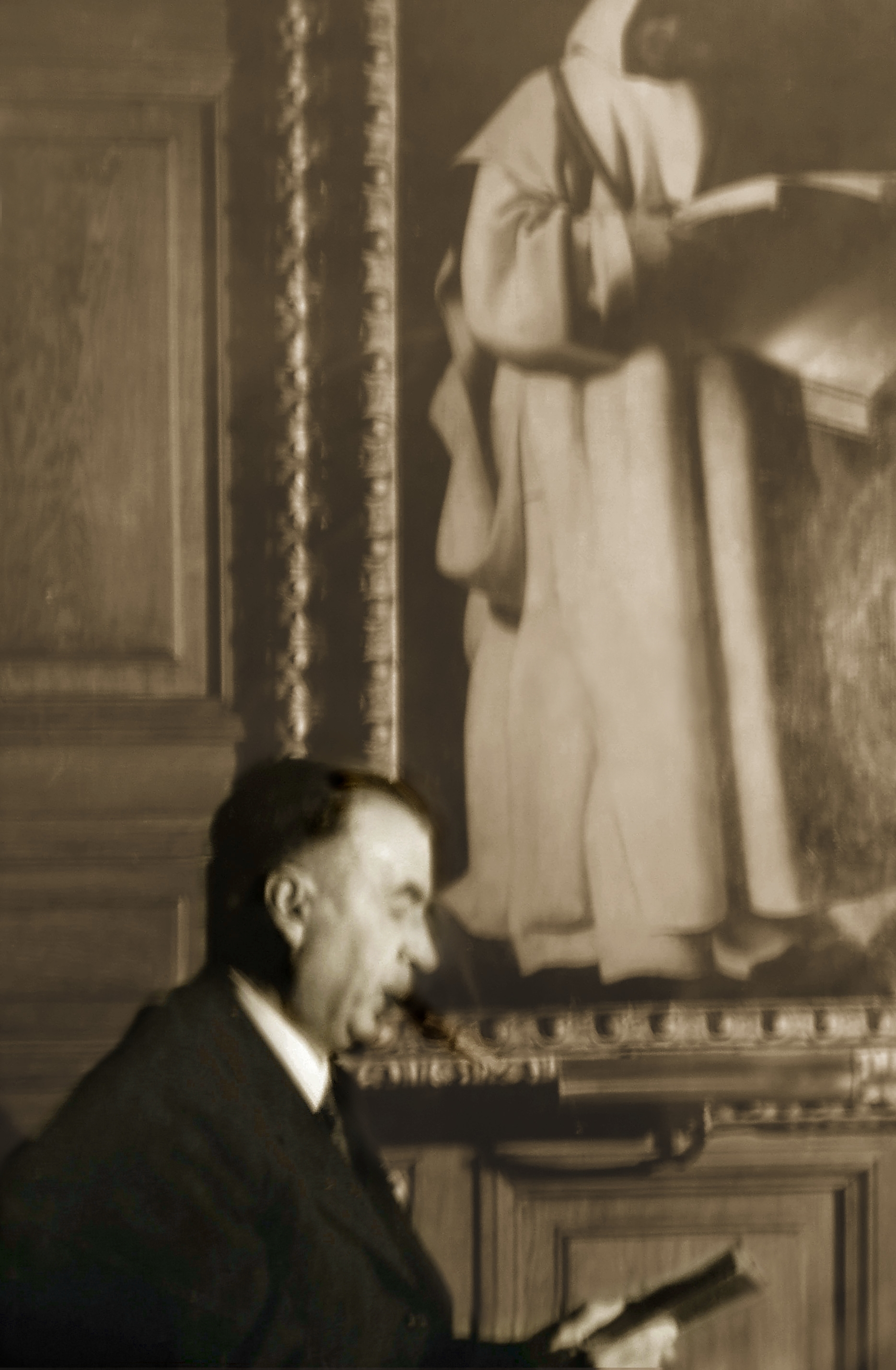
Miquel Mateu i Pla

## Kloster del Carme
Der gotische Kreuzgang des Klosters wurde in der zweiten Hälfte des 14. Jahrhunderts errichtet. Neuere Galerien wurden um 1611/1612 dazu errichtet.

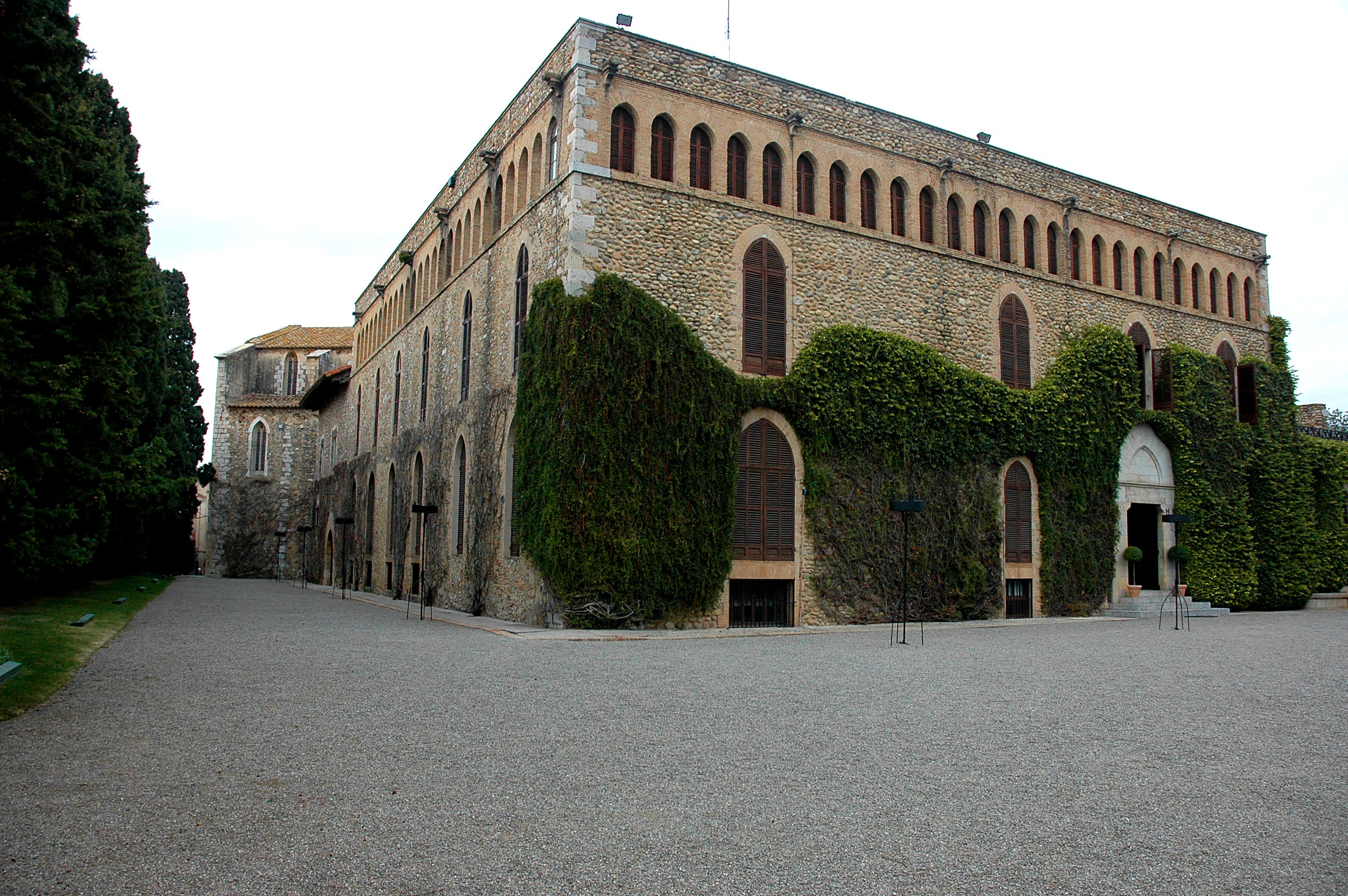
Das Klostergebäude
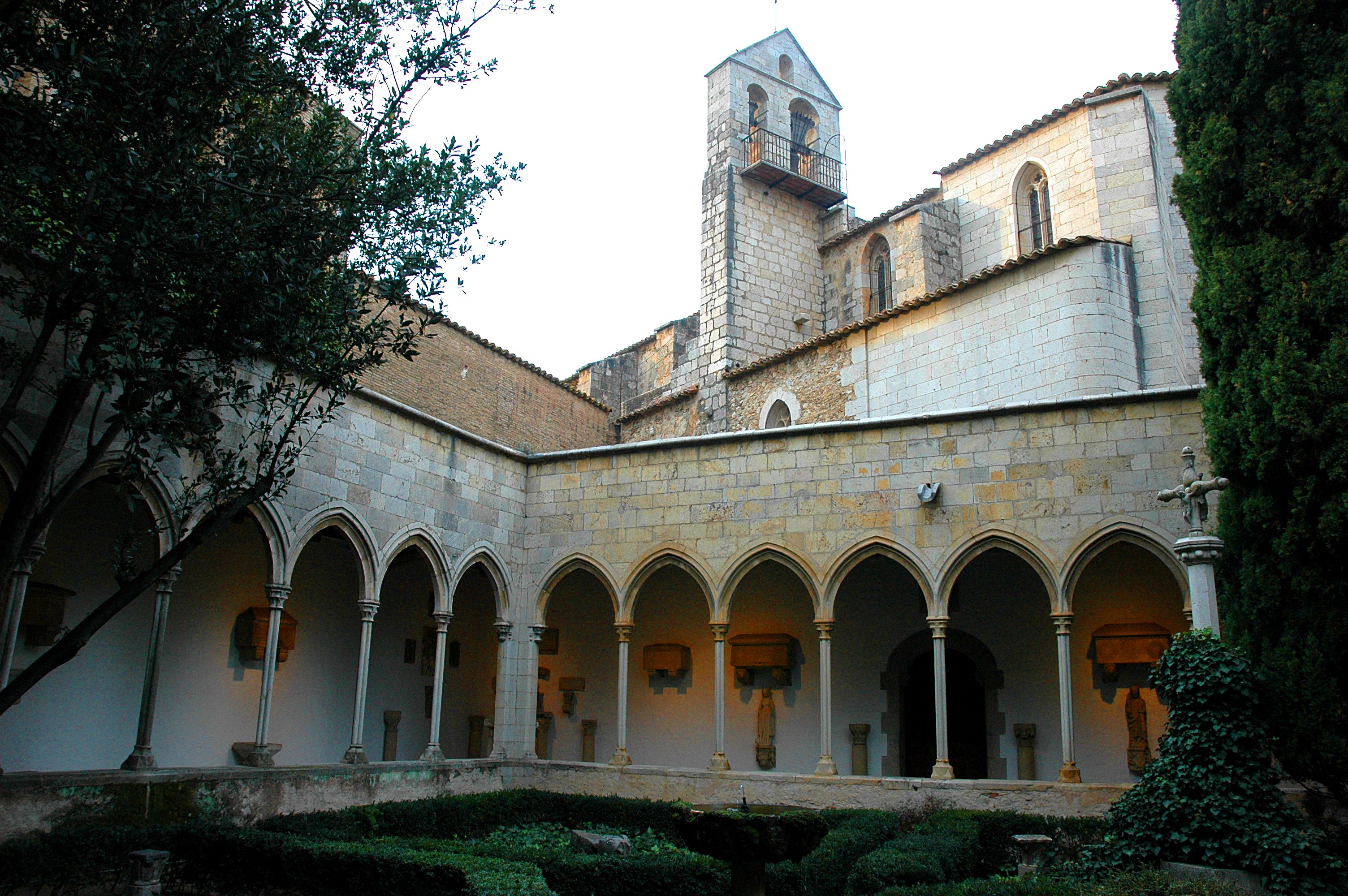
Klosterkreuzgang und Kirche
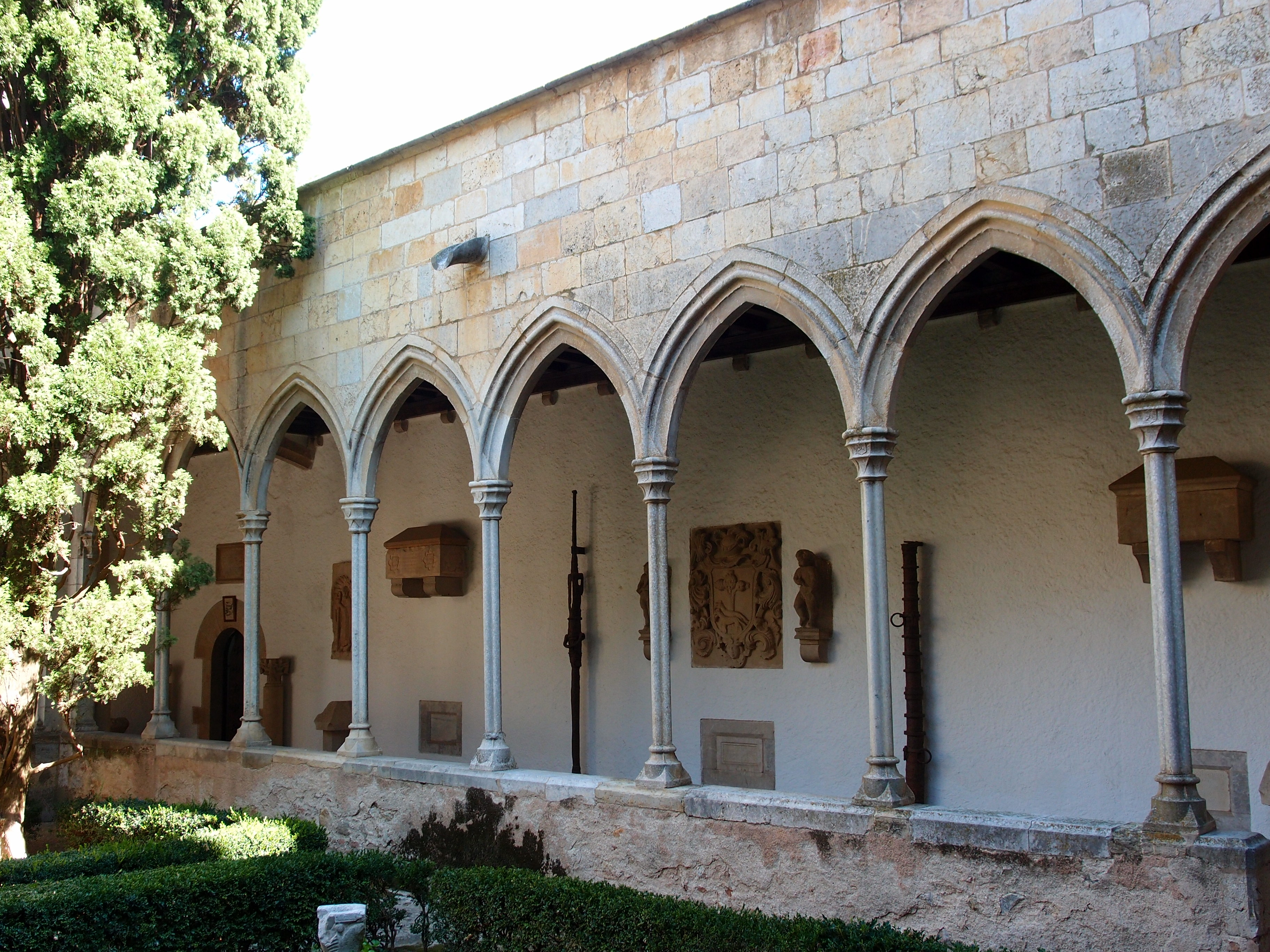
Teilansicht des Kreuzgangs
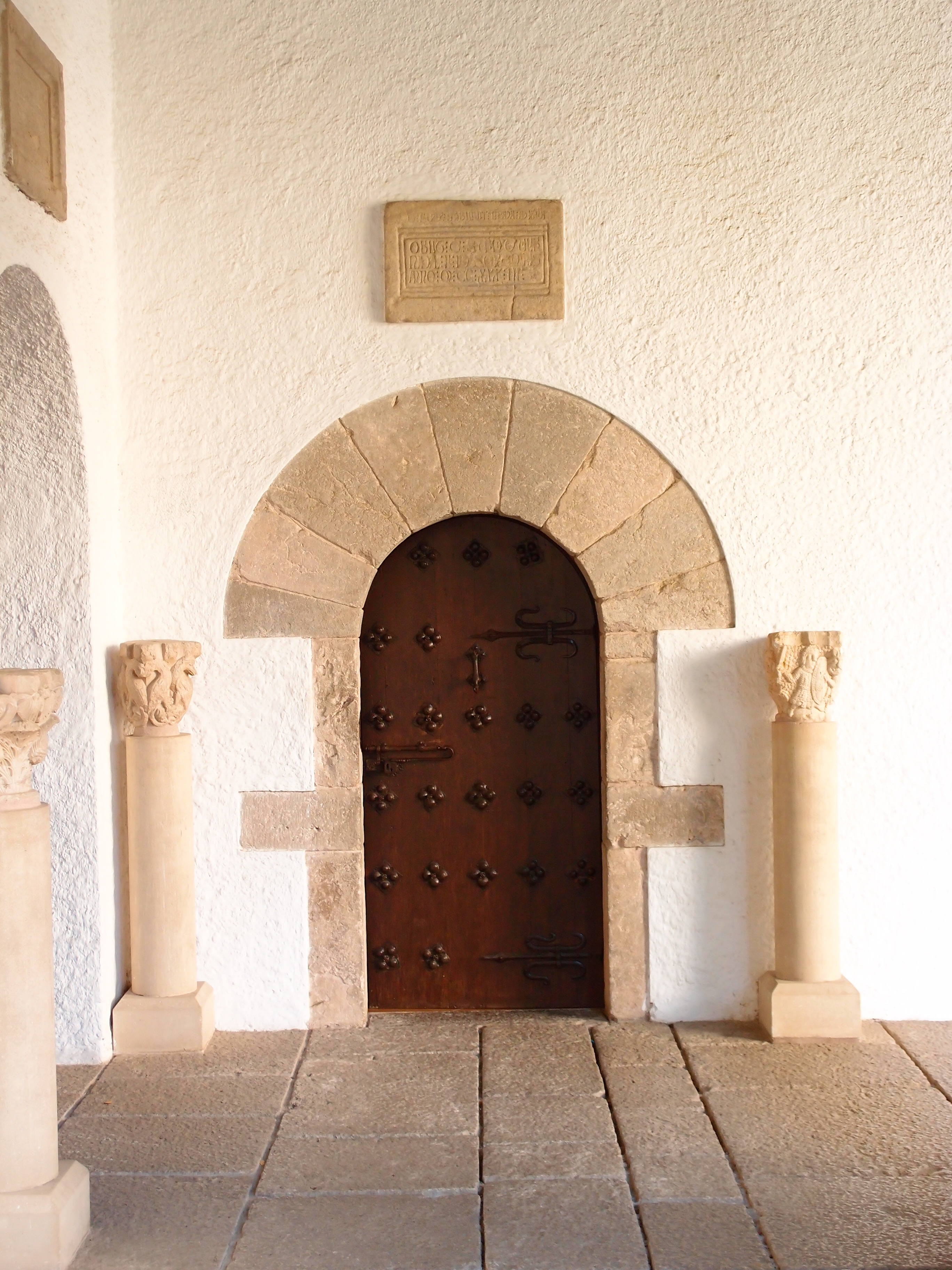
Seitentür am Kreuzgang

## Klosterkirche del Carme
Die gotische Kirche El Carme aus dem 14. Jahrhundert wurde als einschiffige Kirche mit Seitenkapellen zwischen den Strebepfeilern errichtet. An der Südwand des Kirchenschiffes befindet sich eine Glockenwand mit zwei Öffnungen für die Glocken. Das Dach des Mittelschiffes in Form einer polychromen Holzdecke  wird von fünf Spitzbögen getragen. An den Enden der Längsbalken der Decke sind geschnitzte Köpfe, die die ehemaligen Mönchsbewohner repräsentieren, angebracht. Erwähnenswert sind auch die Bodenkacheln im Hauptschiff. Vier solcher Kacheln bilden jeweils das Wappen des Grafen von Peralada. Im Altarraum hängen belgische Gobelinteppiche mit auf Rubens zurückgehenden Motiven. Die Westfassade trägt ein Rosettenfenster, unter dem sich das gotische Haupttor mit einer Jungfrau unter den Engeln aus dem 15. Jahrhundert befindet.

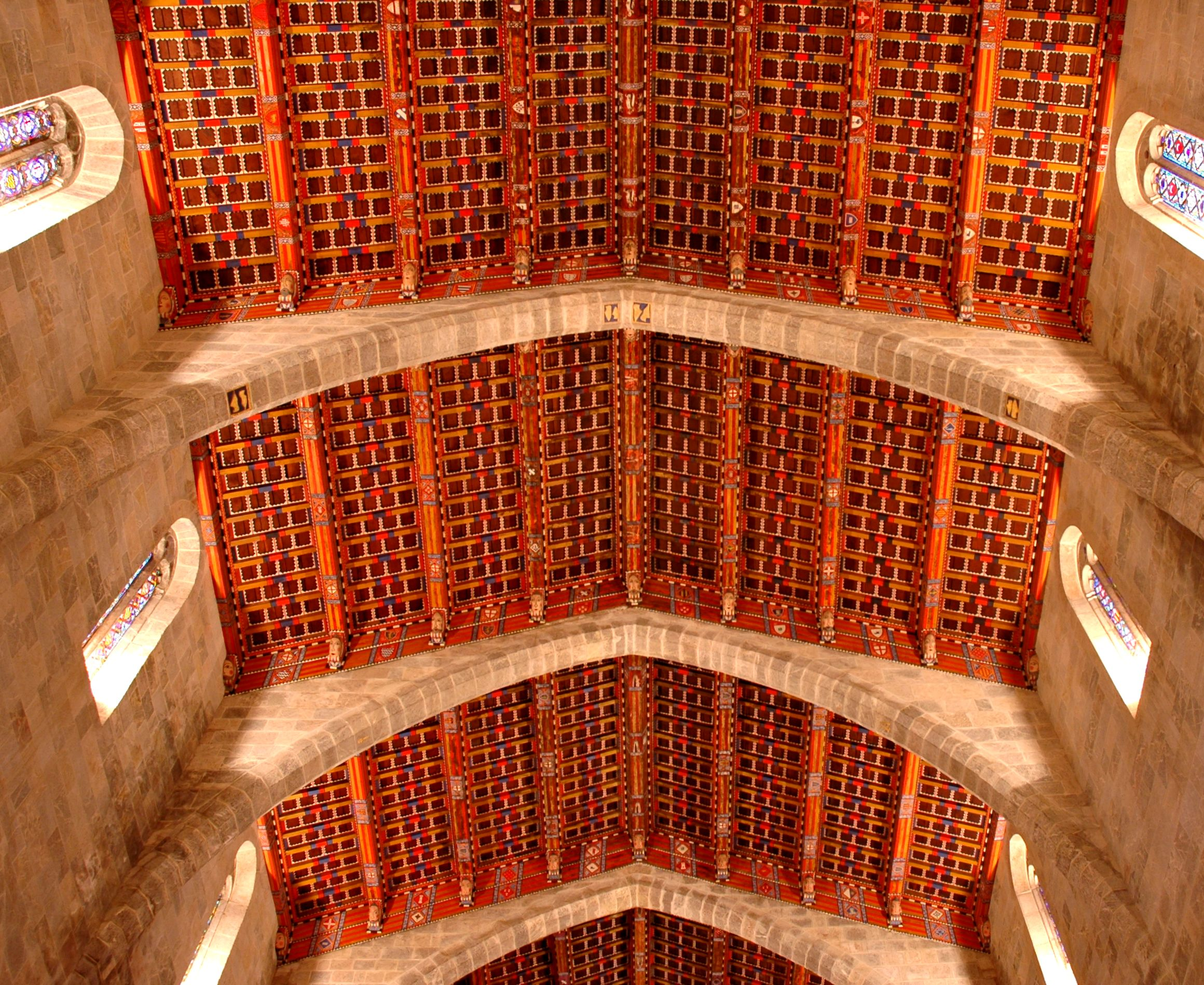
Holzdecke
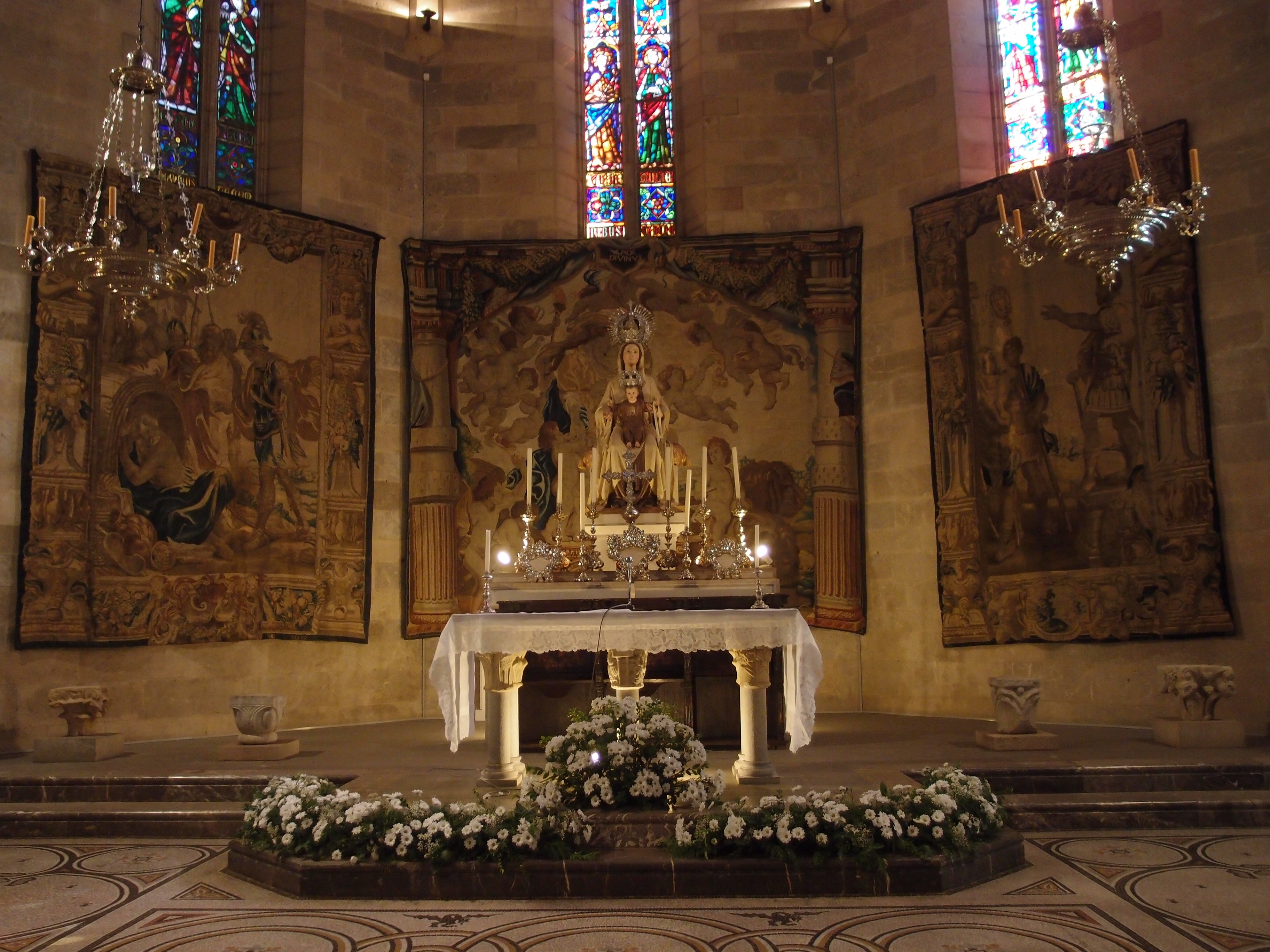
Altar
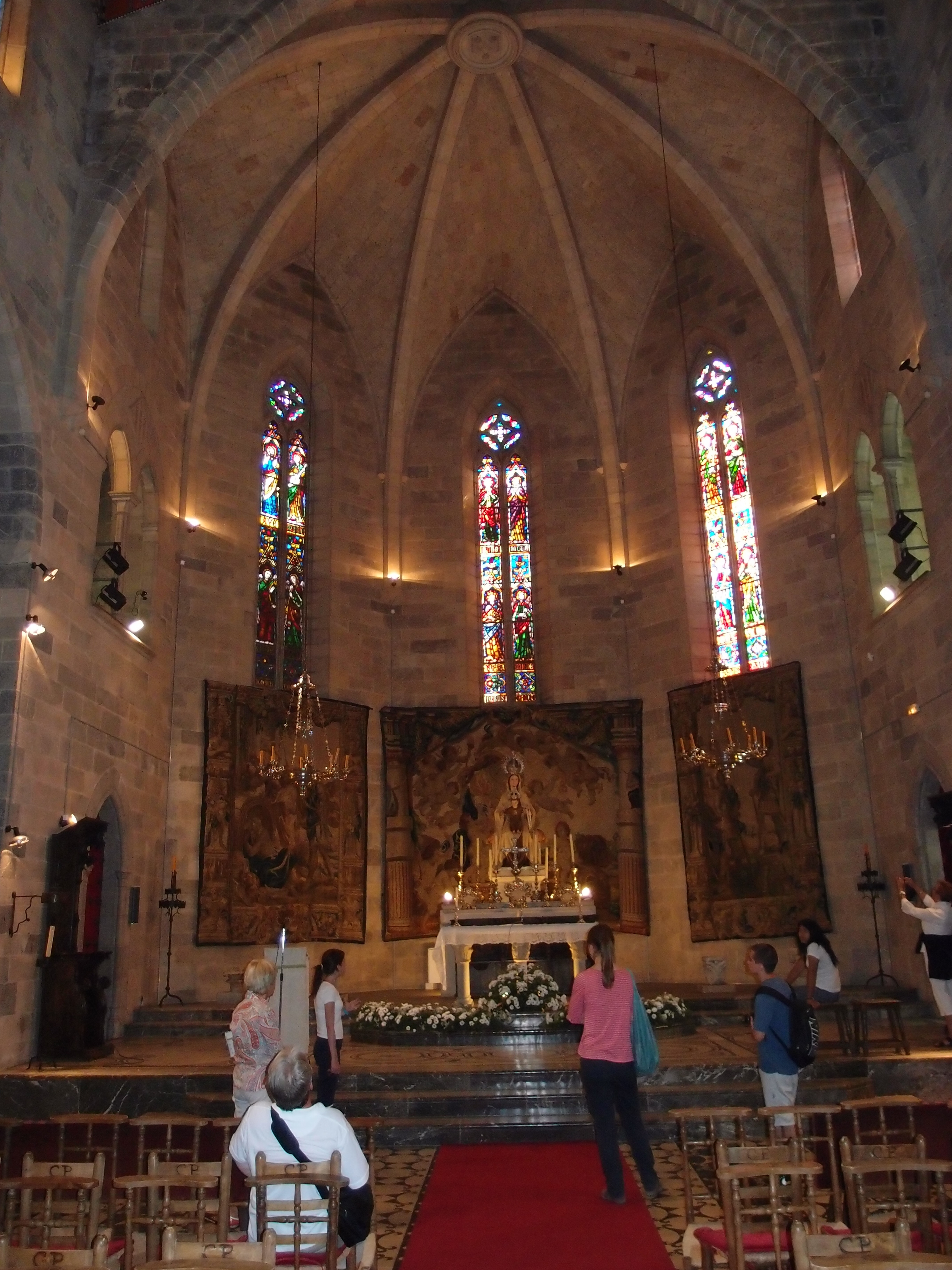
Krypta
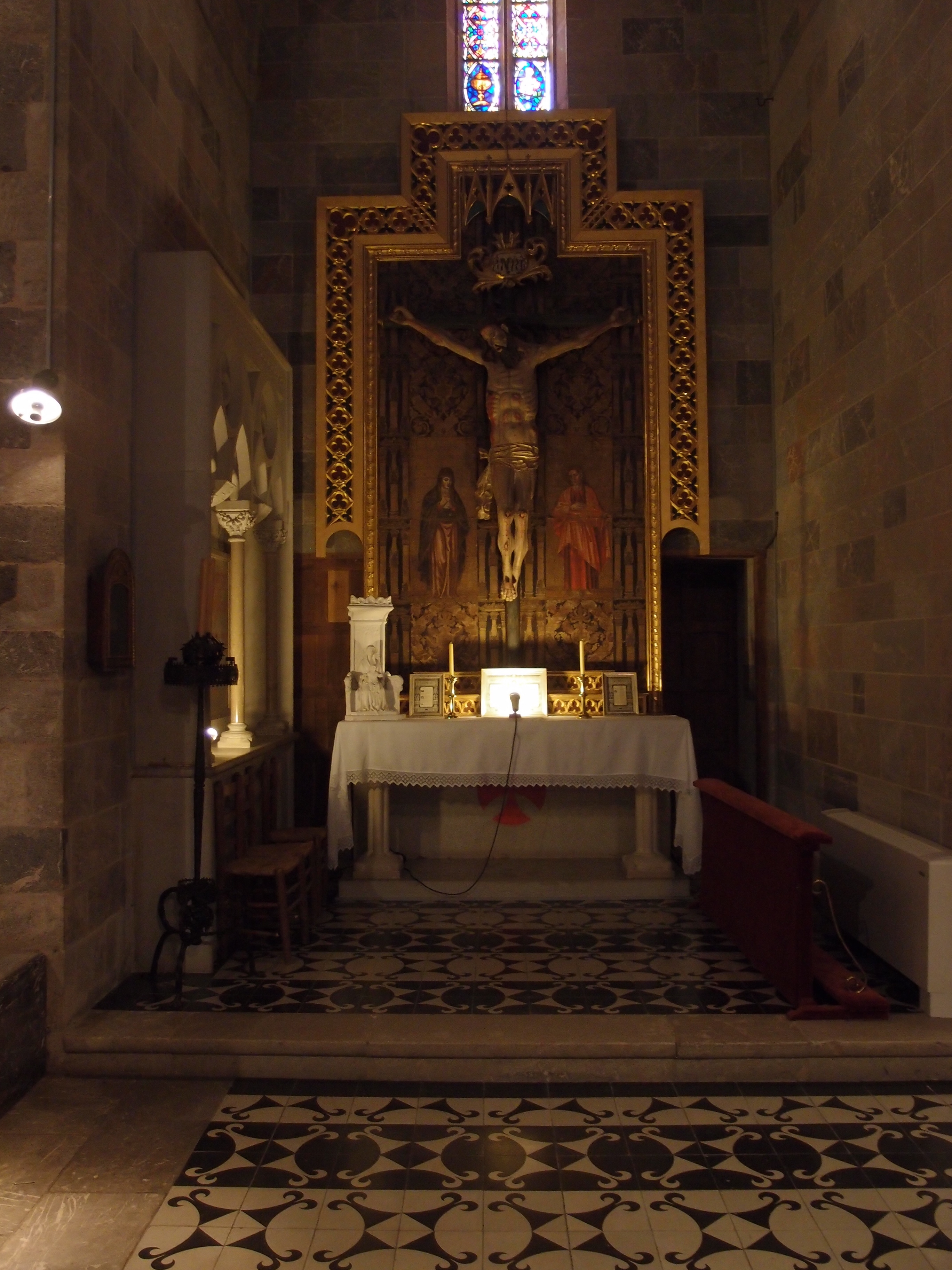
Seitenaltar

## Parkanlage

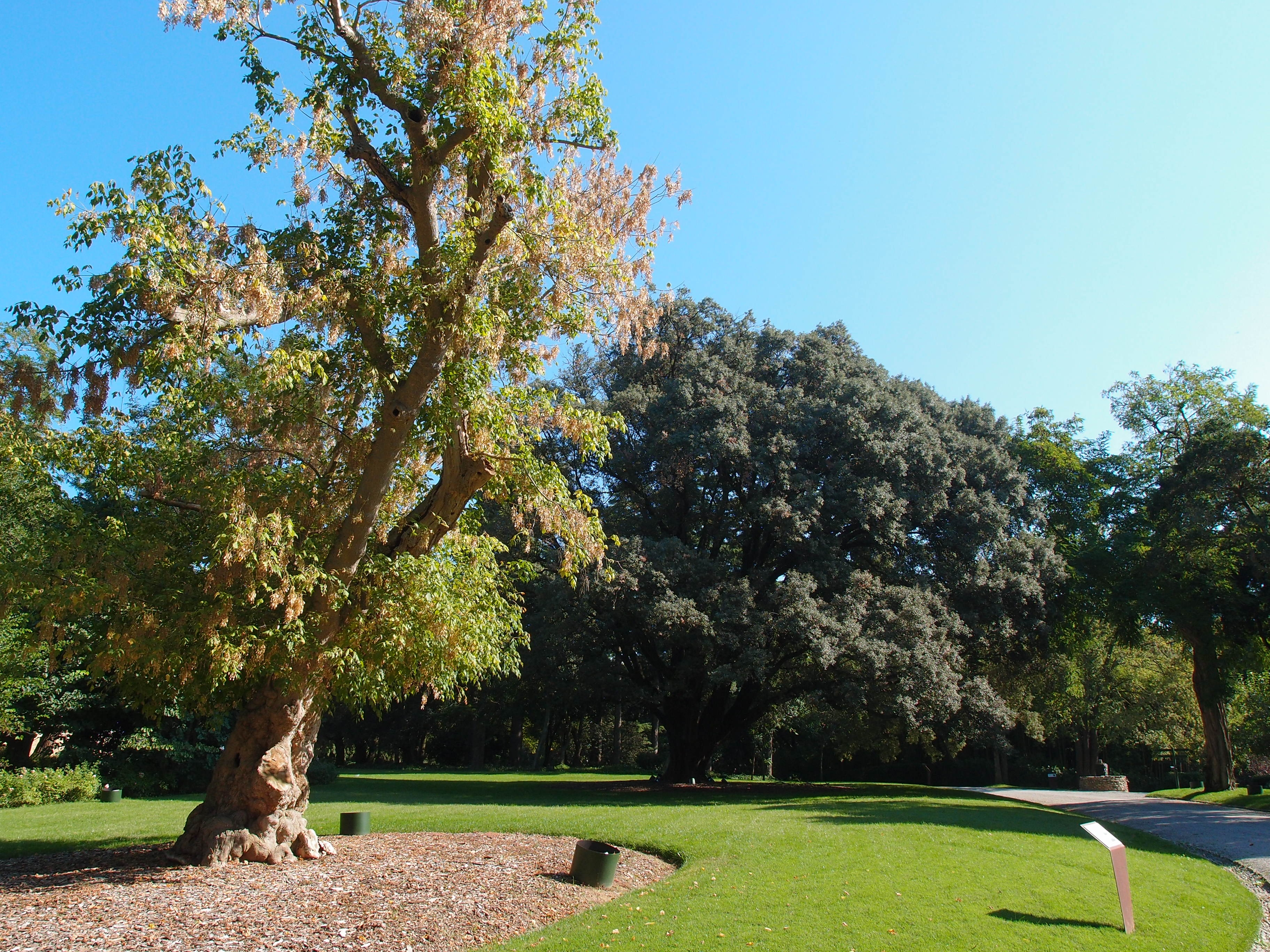
Alter Baumbestand im historischen Schlosspark

Der Park des Castells von Peralada erstreckt sich auf einem 77.000 Quadratmeter großen Gelände, das insbesondere die historischen Gebäude beherbergt (Schloss, Karmeliterkloster und Klosterkirche). Die Grafen von Rocabertí verbanden ihr Ziel, ihre historische Militärburg in ein Schloss nach französischem Vorbild umbauen zu lassen, auch mit dem Wunsch, einen entsprechend zugehörigen Landschaftspark zu schaffen. Der Landschaftsarchitekt François Duvilliers wurde von den Rocabertís ausgewählt, diesen Park zu planen. Duvilliers übernahm im Jahre 1877 die Parkgestaltung, ohne jedoch zu Lebzeiten jemals in Peralada gewesen zu sein. Nach den Plänen des Landschaftsarchitekten umfasste der Park 33.800 Quadratmeter; das Grundstück des Karmeliterklosters wurde in diese Landschaftsgestaltung nicht mit eingeschlossen. 158 unterschiedliche Pflanzen- und Baumarten sahen die Pläne Duvilliers vor; diese Anzahl erwies sich später – nach der Ausführung der Parkgestaltung – als übertrieben, weil der reale Raumbedarf der Pflanzen unterschätzt wurde. Die Grafen Rocabertí fügten ihrem Landschaftspark später auch eigene Stilelemente hinzu, die dem Gesamtensemble sein heutiges Aussehen verliehen. Der Park beherbergt heute 63 gestalterisch verschiedene Zonen und gilt als historischer Park. Seit Mai 2011 kann der Schlossparkt im Rahmen einer Führung besichtigt werden. Auf Initiative der Eigentümerfamilie des Castells wurde im Jahr 1996 – in Zusammenarbeit mit dem Direktor des Parc Natural dels Aiguamolls de l’Empordà – erfolgreich ein Projekt zur Wiederansiedlung von Weißstörchen begonnen; 1998 wurde der erste Storch im Schlosspark geboren.

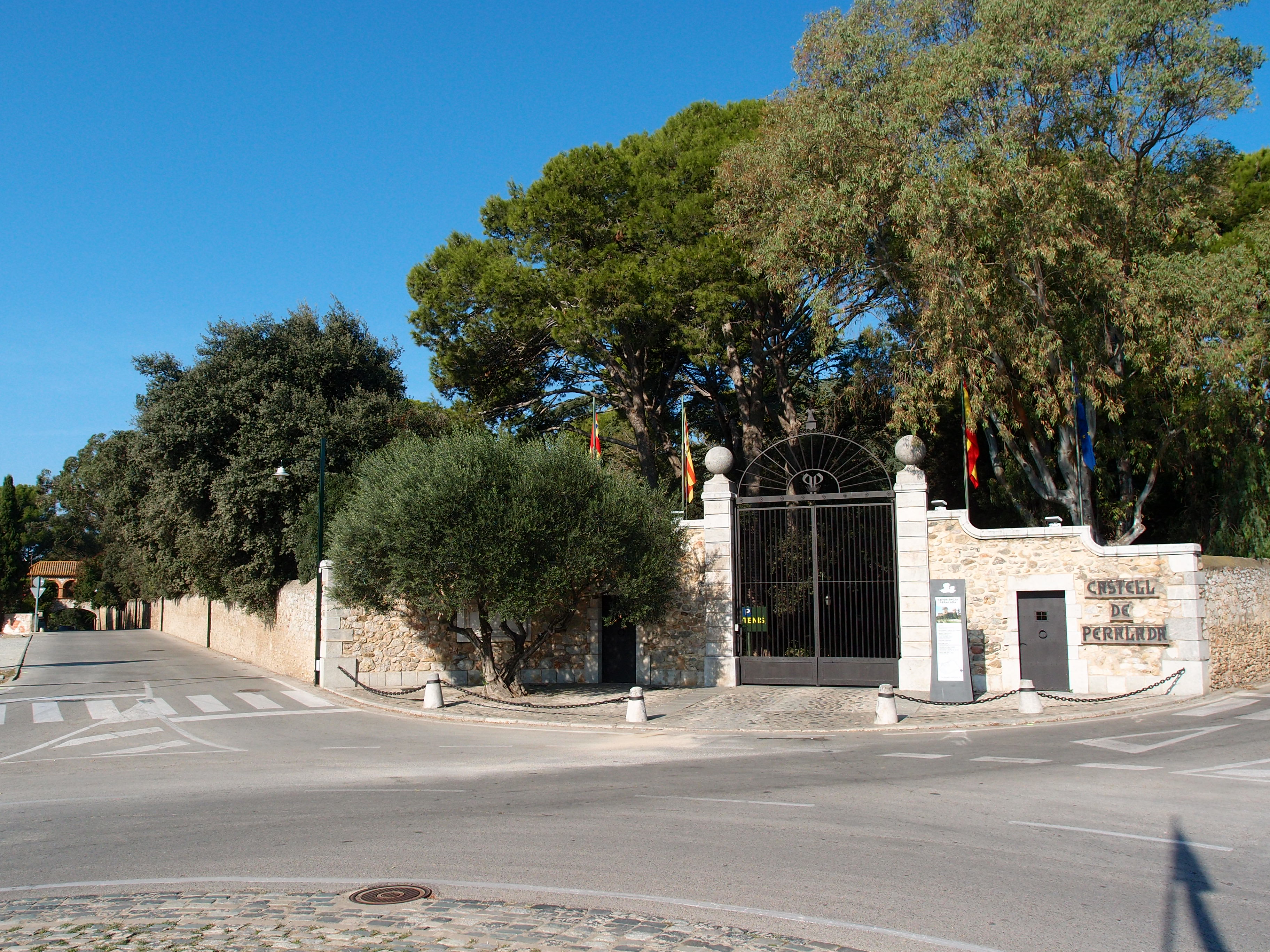
Hauptzufahrtstor zu Park und Schloss
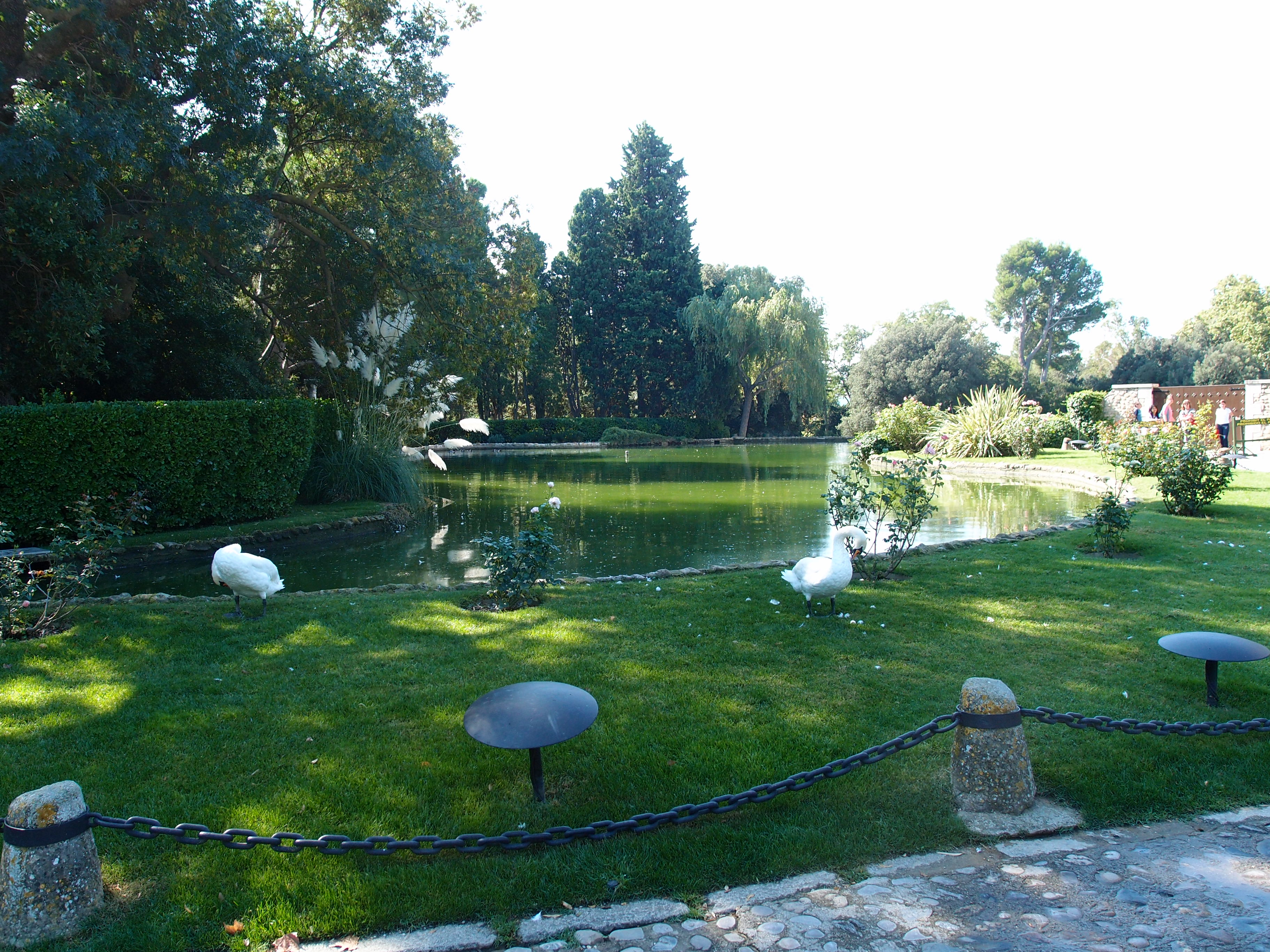
Teich und Park
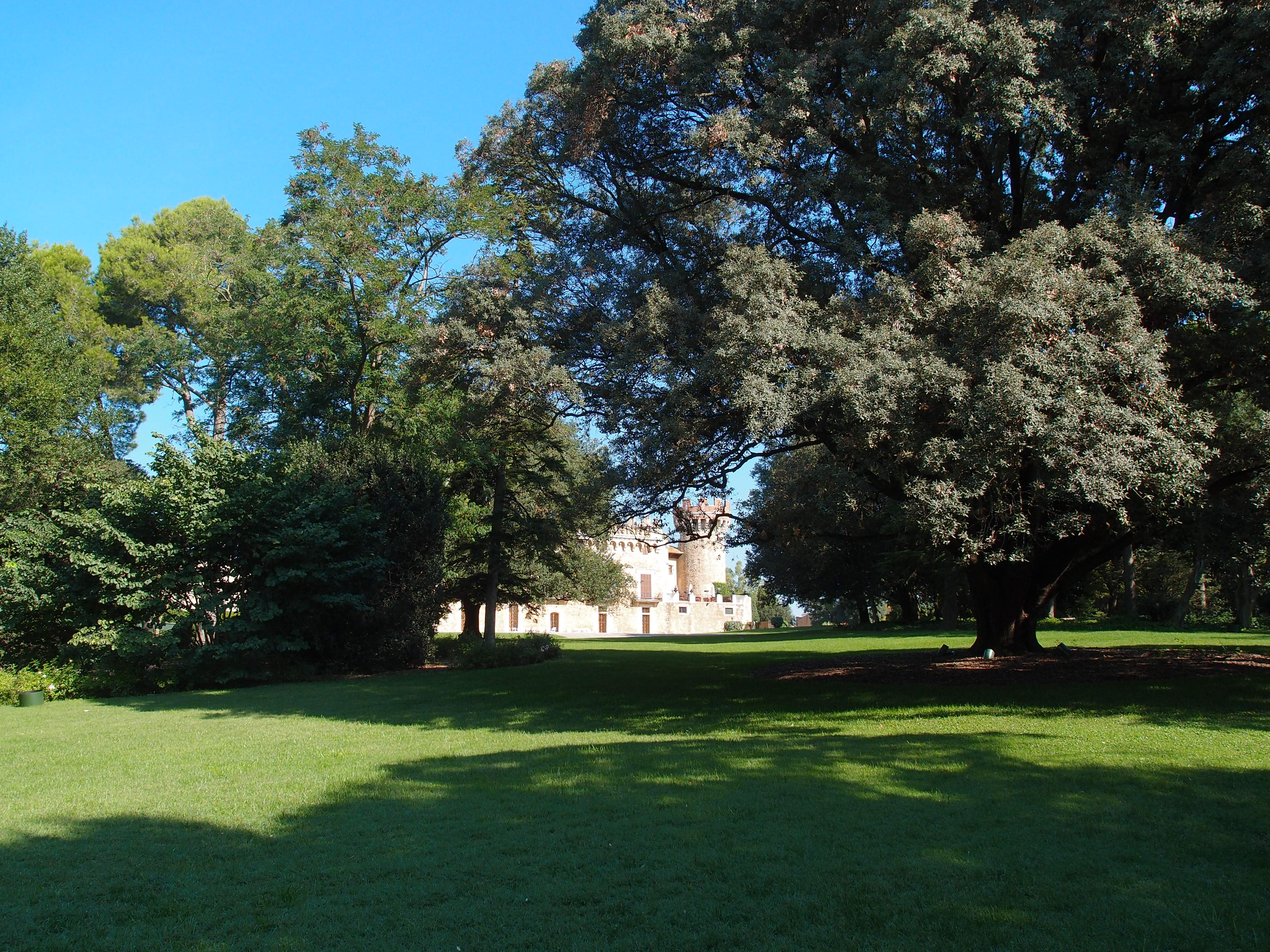
Park und Schloss
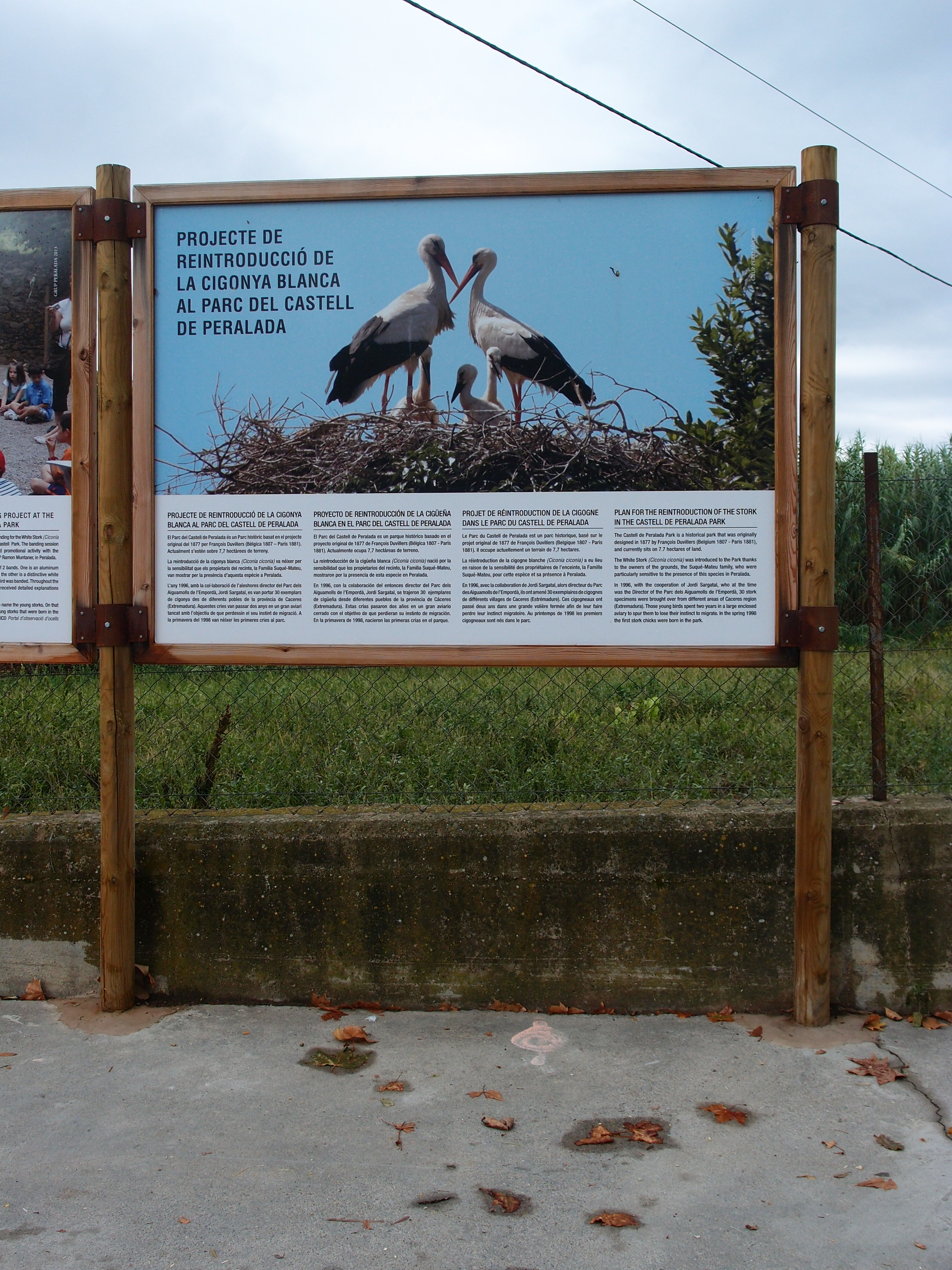
Hinweistafel zum Weißstorchprojekt

## Heutige Nutzung

### Spielcasino / Restaurant

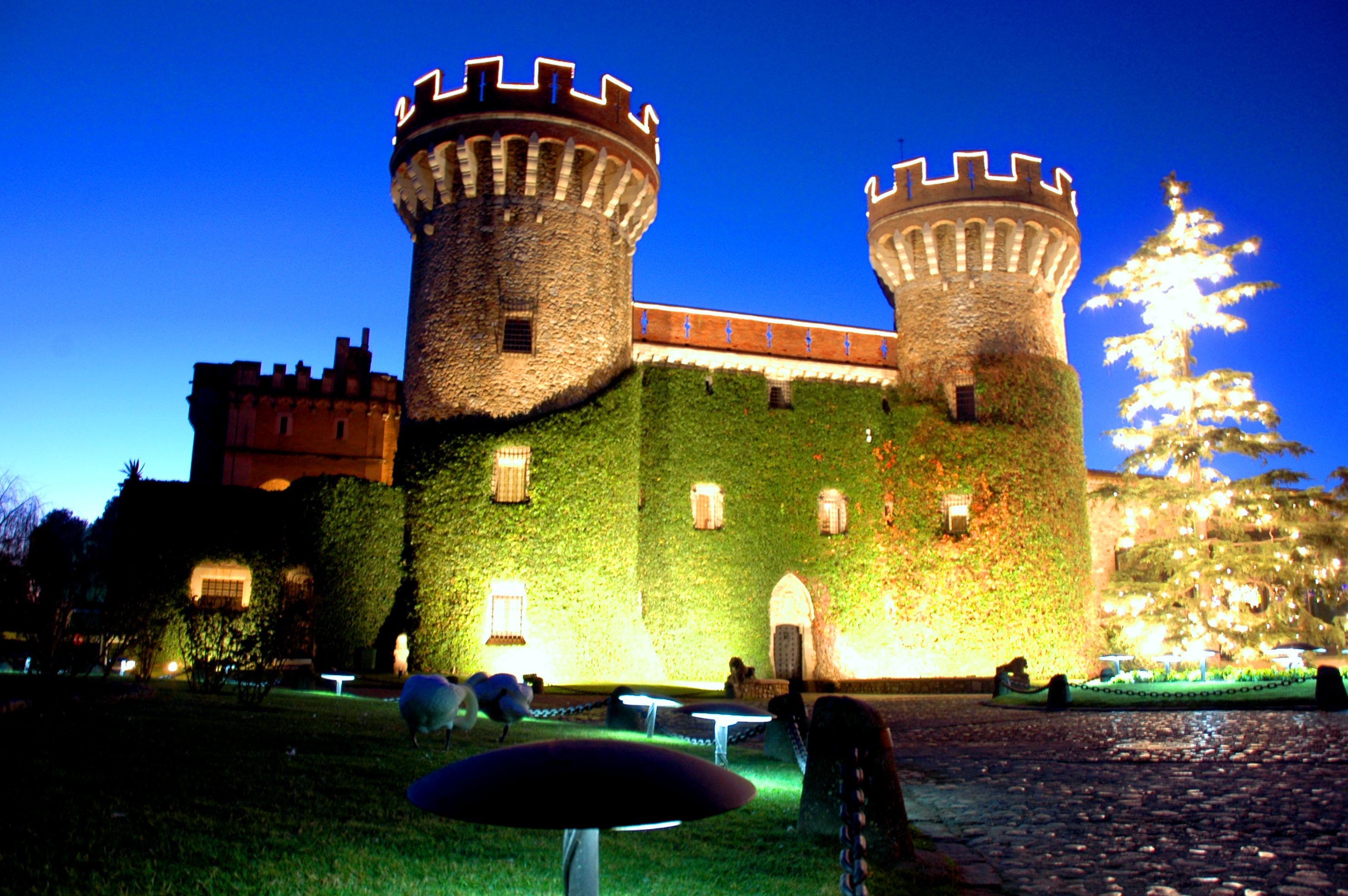
Das illuminierte Castell resp. Casino

Das Casino befindet sich im Schloss Peralada und ist integraler Bestandteil des sogenannten „Peralada Resort“-Gesamtkomplexes, mit den Schlossmuseen im Convent del Carme, der Peralada Winzerei, dem Peralada Golf-Klub und seinem fünf-Sterne-Hotel, Wine-Spa und den Internationalen Peralada Musik-Festivals. Dem Casino angeschlossen ist das Restaurant del Castell, das auch über einen Terrassenbereich oberhalb des Landschaftsparks und über Räumlichkeiten in den beiden mittelalterlichen Zwillingstürmen des Schlosses verfügt.

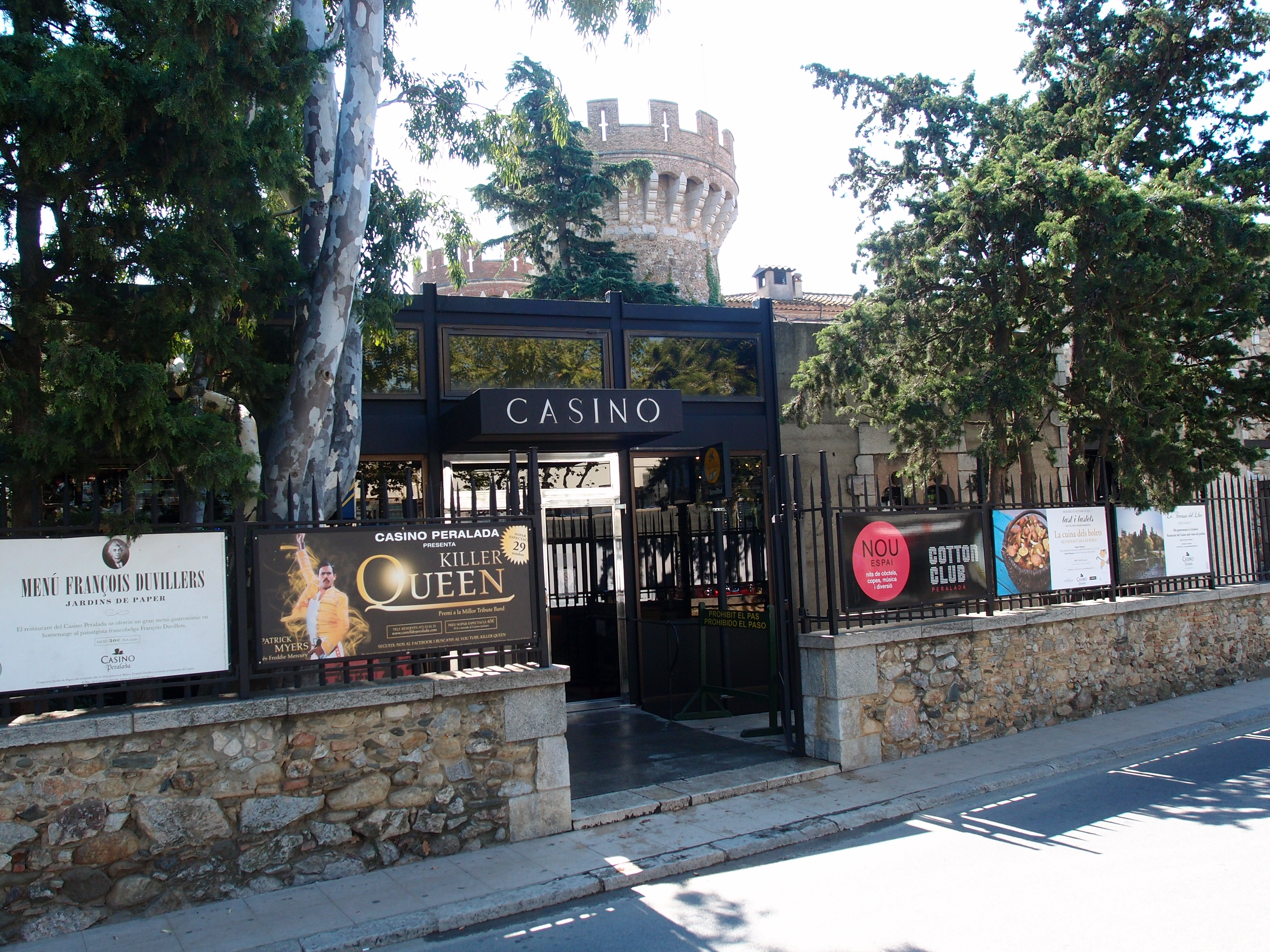
Der Haupteingang des Casinos
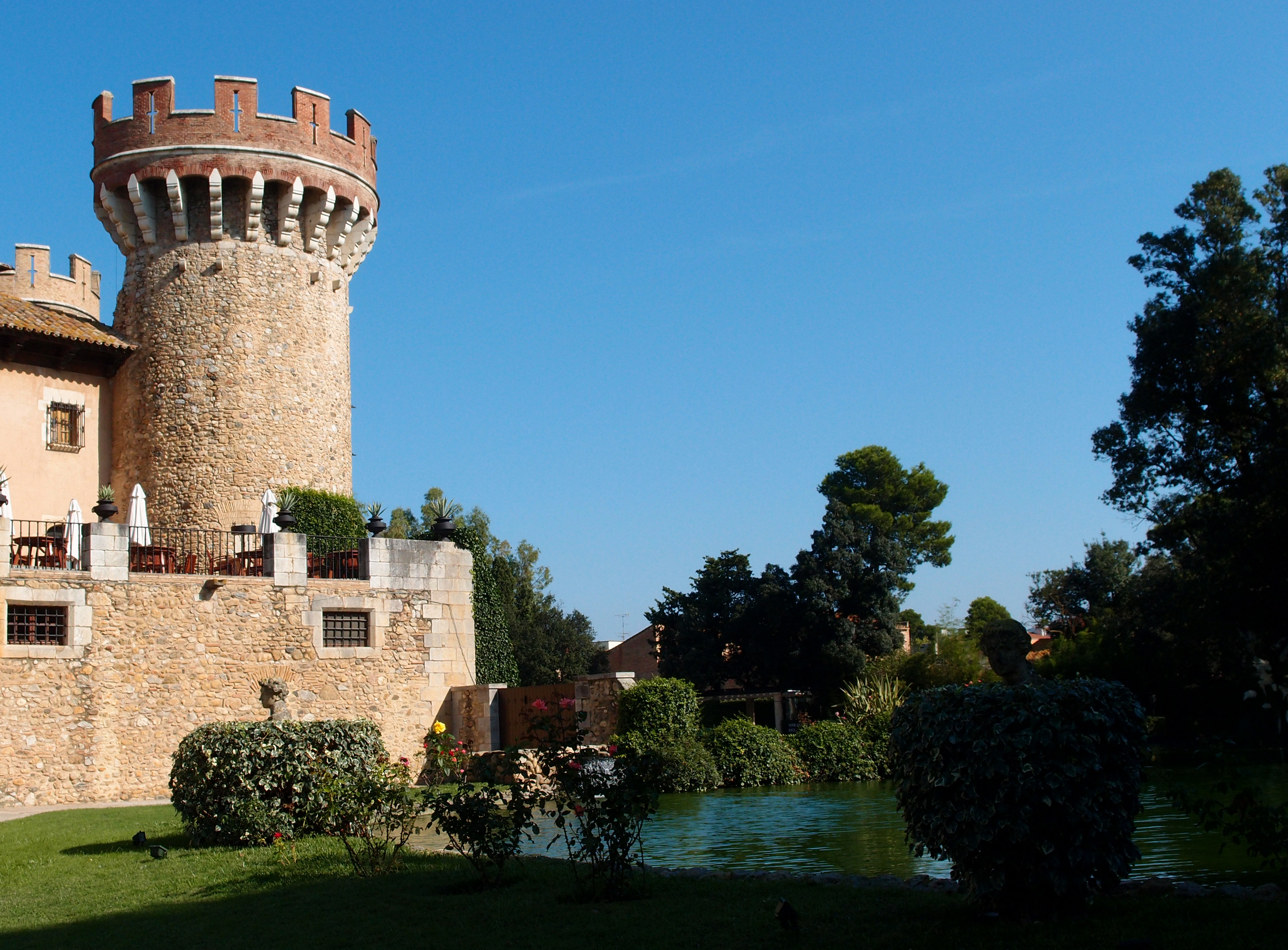
Restaurantterrasse zum Park
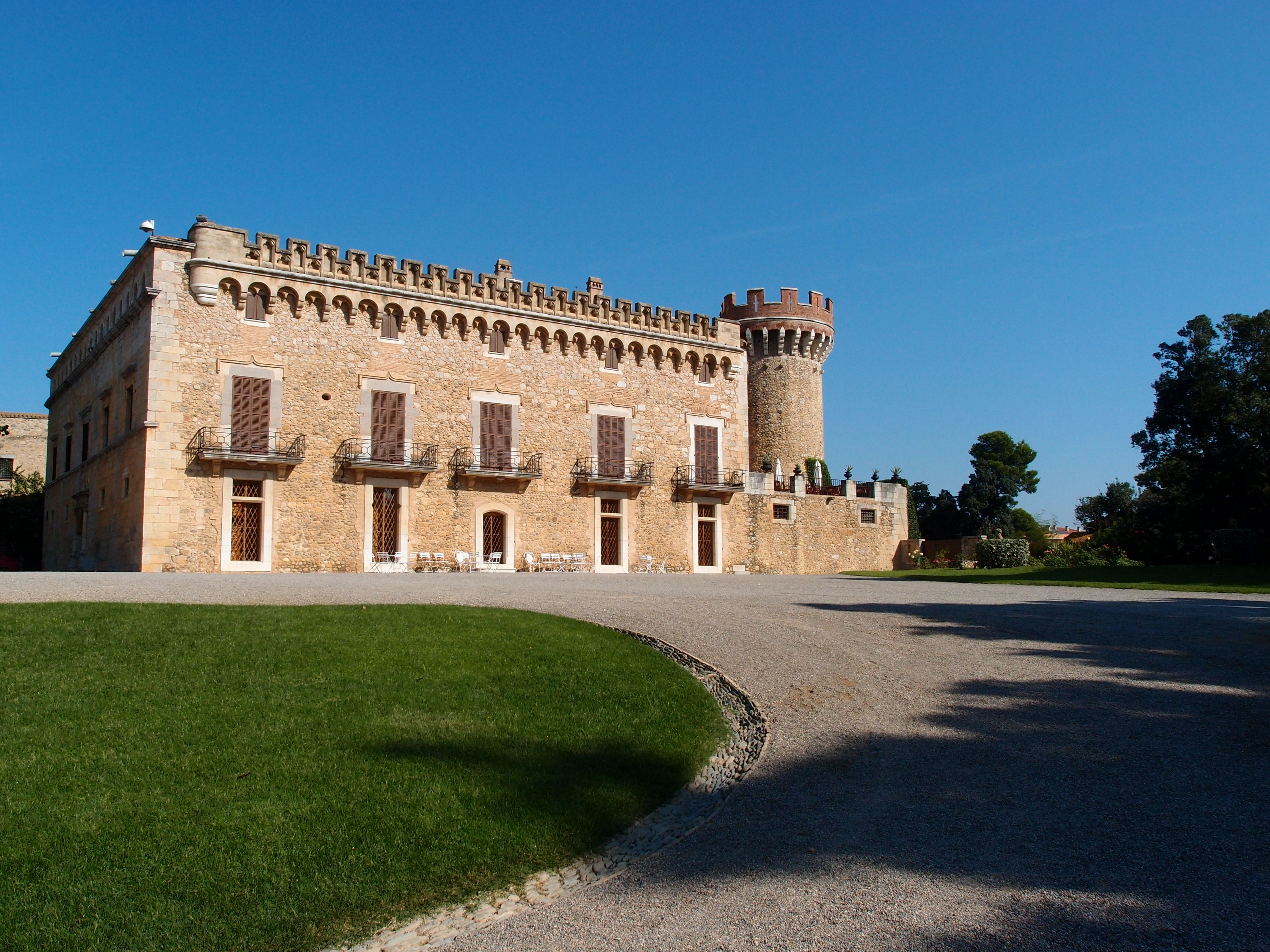
Teilansicht des Castells

### Museen
Das Museu del Castell de Peralada, bietet folgende Museumsteilbereiche: (1) die Biblioteca-Arxiu del Museu, die Bibliothek des Museums, (2) das Museu del Vidre, das Glasmuseum und (3) das Museu del Vi, das Weinbaumuseum. Die Museen sind geführt der Öffentlichkeit zugänglich.

#### Bibliothek

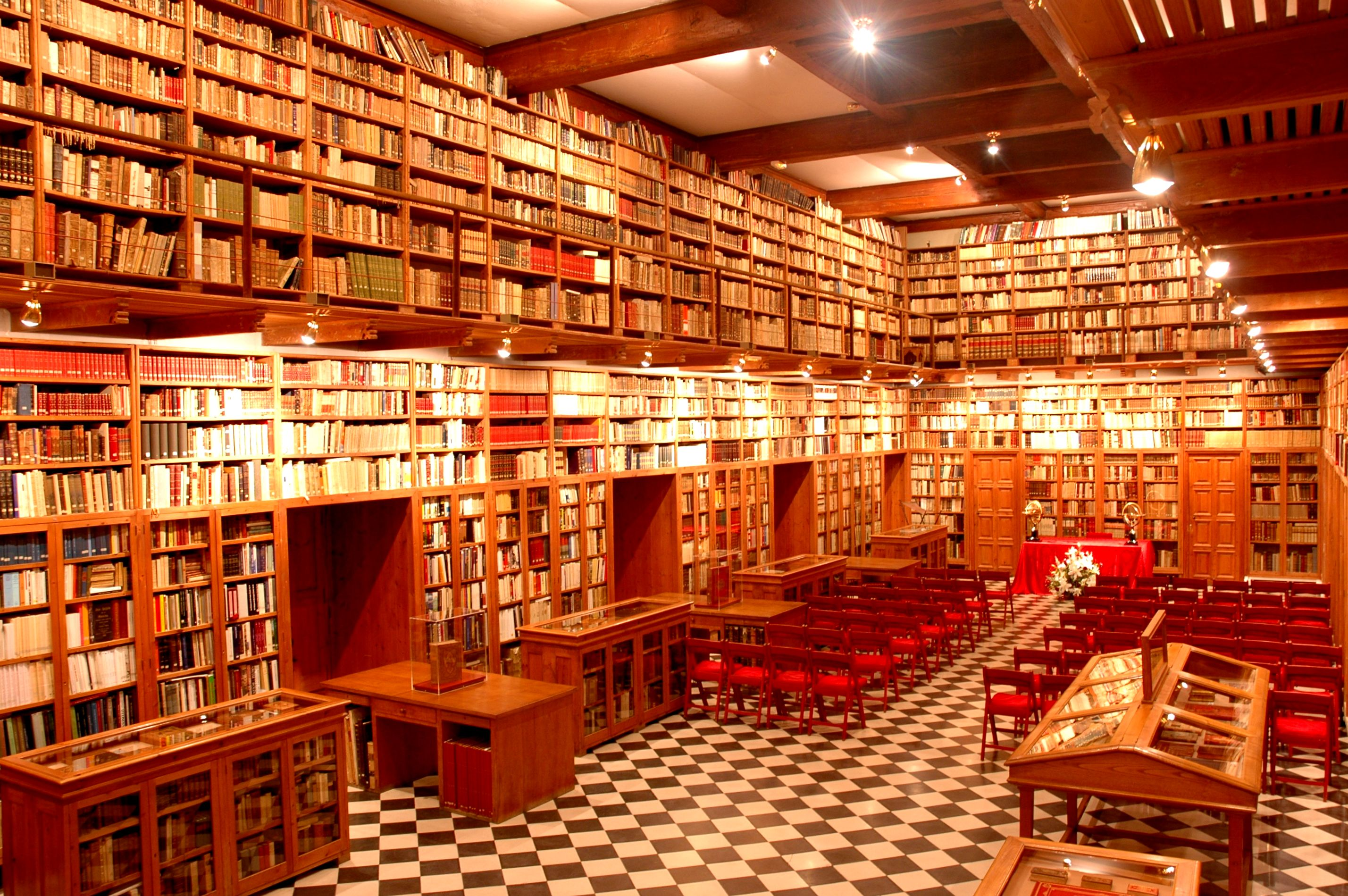
Die Privatbibliothek der Familie Mateu

Die Biblioteca de Peralada (‚Bibliothek von Peralada‘) wurde in der Mitte des 19. Jahrhunderts von den Grafen von Peralada, Antoni und nachfolgend seinem jüngeren Bruder Tomàs de Rocabertí, im ehemaligen Klostergebäude angelegt und umfasste etwa 20.000 Bücher. Im Jahre 1923 kaufte Miquel Mateu i Pla das Gesamtensemble des Castells von Peralada, einschließlich der bereits bestehenden Privatbibliothek. Bis zu seinem Tode im Jahre 1972 erweiterte Herr Mateu den Bestand der Sammlung auf mehr als 80.000 Bände. Die Privatbücherei umfasst heute Themenbereiche aus Geschichte, Literatur und Kunst; sie beherbergt unter anderem bedeutende Erstausgaben, Pergamente und Manuskripte. Miquel Mateu war ein großer Verehrer von Miguel de Cervantes und nahm eine etwa 1.000 Bände umfassende Sammlung von Ausgaben des Don Quijote in seiner Bücherei auf, die in 33 Sprachen erschienenen waren. Die Privatbibliothek im vormaligen Kloster des Castells von Peralada ist eine der größten in Katalonien und steht der Öffentlichkeit von Montag bis Freitag im Rahmen einer Museumsführung offen.

#### Glasmuseum

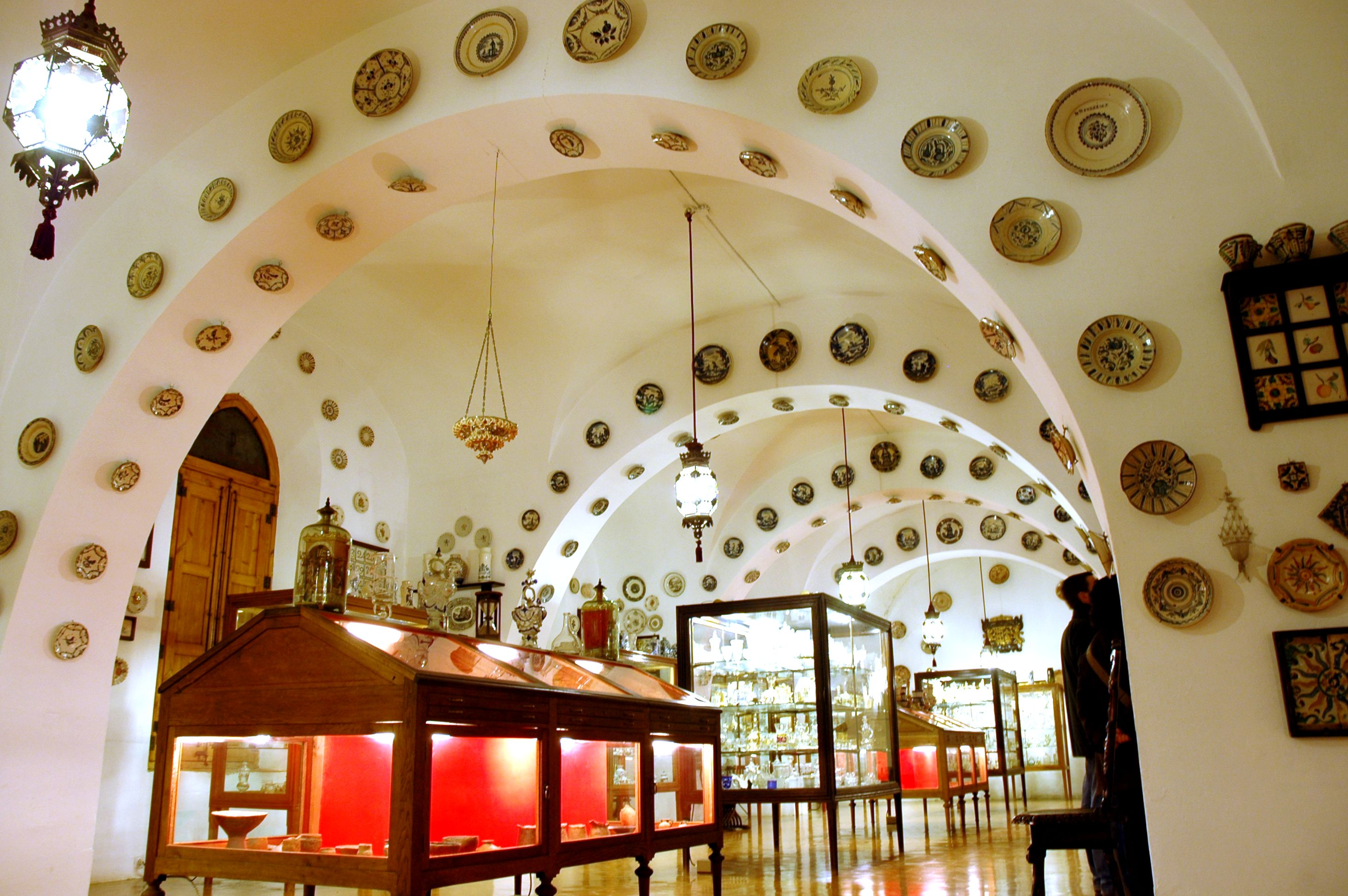
Teilansicht des Glasmuseums

Das von Miquel Mateu i Pla im Convent del Carme eingerichtete historische Glasmuseum gehört zu den bedeutendsten seiner Art in Spanien und zu den größten Europas. Ausgestellt werden etwa 2.500 Glasobjekte und 1.000 antike Töpferartikel insbesondere des 17. bis 19. Jahrhunderts, überwiegend aus einheimisch-katalanischer Herstellung. Zu dieser Privatsammlung der Familie Mateu gehören auch archäologische Fundstücke griechischer und römischer Herkunft aus Empúries; ferner altägyptische, syrische und palästinische Sammlerobjekte sowie antike Parfümflaschen aus Spanien, England, Frankreich und China. Glasgegenstände des 18. Jahrhunderts aus böhmischen Manufakturen gehören ebenfalls zu den Ausstellungsstücken des Glasmuseums.

#### Weinbaumuseum

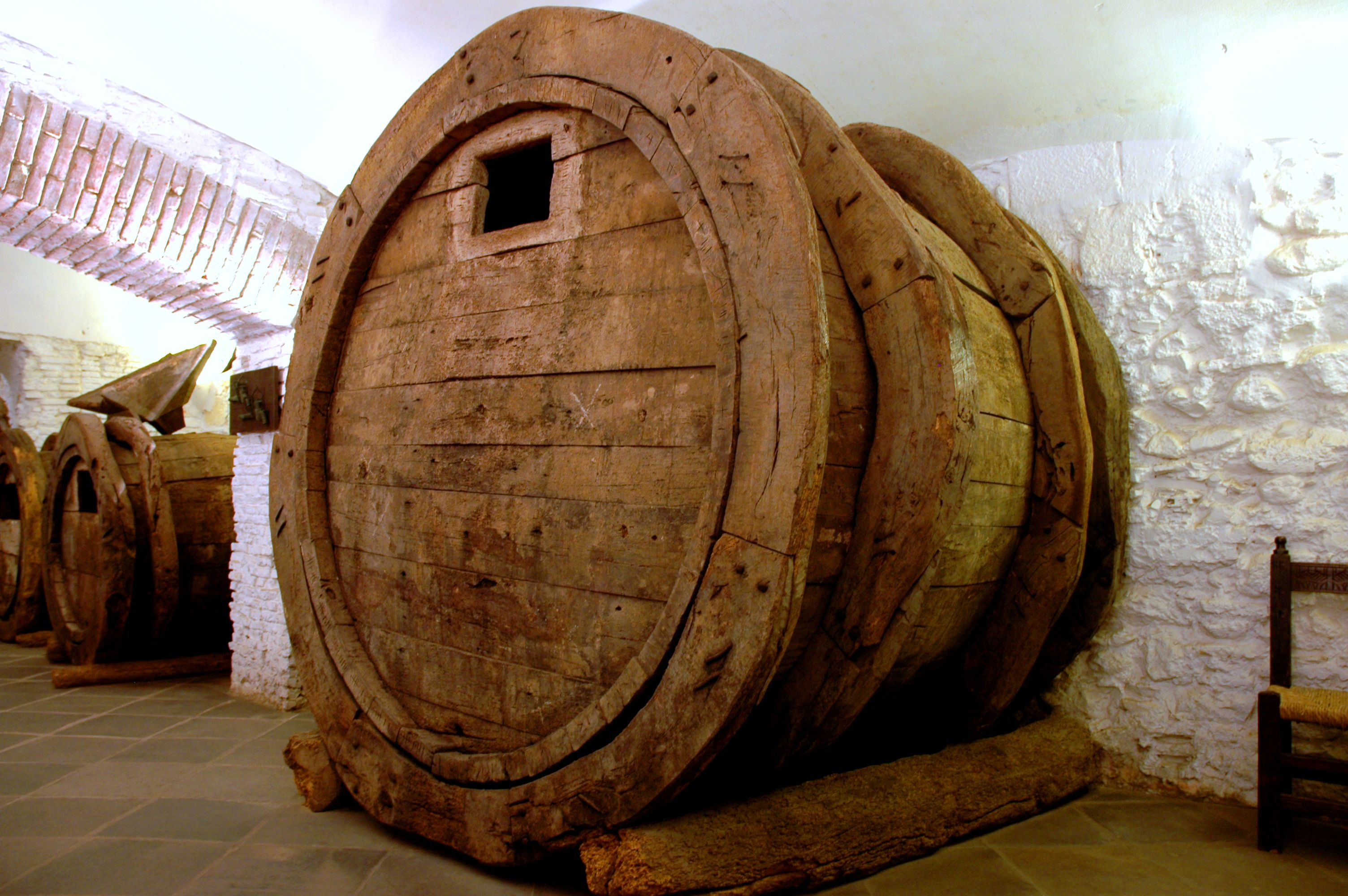
300 Jahre alte Weinfässer aus Eiche mit Fassbändern aus Olivenholz

Im Gewölbekeller ihres Klosters hatten die Mönche des Karmelitenordens bereits seit dem Mittelalter ihren eigenen Wein hergestellt. Als Miquel Mateu i Pla 1923 alle Gebäude mitsamt dem historischen Landschaftspark, dem Kloster und der Klosterkirche des Castells von Peralada übernahm, setzte er die Weinherstellung zunächst rein hobbymäßig an historischer Stätte im Klosterkeller fort. Nachdem Herr Mateu sich dann aber dazu entschlossen hatte, die Wein- und Cava-Produktion gewerbsmäßig zu betreiben, wurde die Herstellung in der von ihm neu gegründeten Winzerei auf einem hinzugekauften Grundstück außerhalb der Klostermauern fortgesetzt; lediglich das „Flaggschiff“ unter allen Peralada Cavas, der Gran Claustro, wird heute noch in den Kellerräumen des Karmelitenklosters abgefüllt und gereift. Die frei gewordenen Kellerräume nutzte Herr Mateu fortan als Weinmuseum, in das er unter anderem historische Weinpressen, Weinschläuche aus Ziegenleder und antike katalanische Porrons aufnahm. In einem riesigen simulierten Weinfass etablierte Miquel Mateu i Pla einen Raum, in dem der Weinproben und andere Wein-Veranstaltungen durchführte. In einem weiteren Kellergewölbe sind zahlreiche 300 Jahre alte Eichenfässer ausgestellt. Bemerkenswert an diesen Eichenfässern sind die aus Olivenholz (anstatt aus Metall) gefertigten Fassringe.

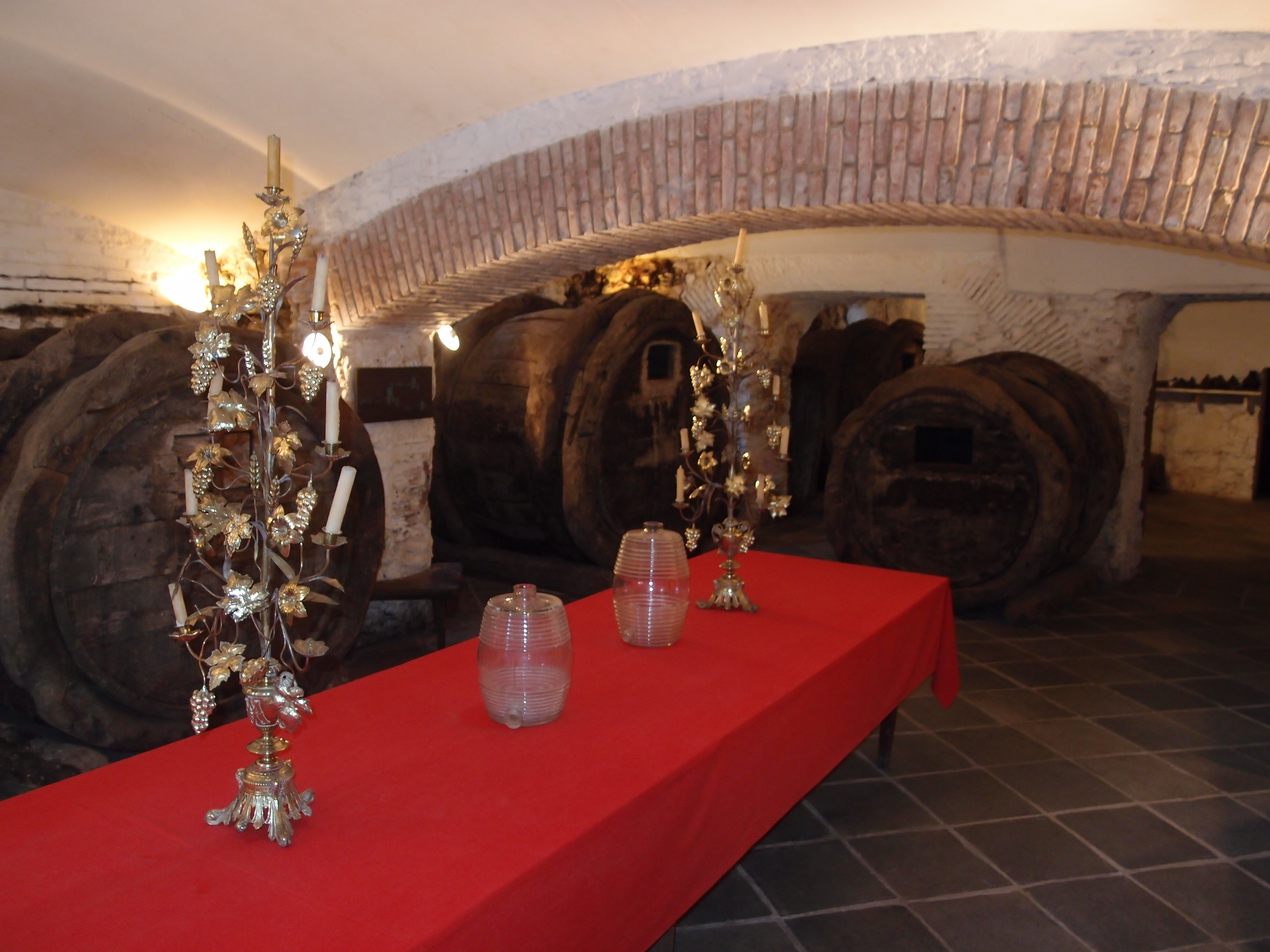
Kellergewölbe des Karmelitenklosters
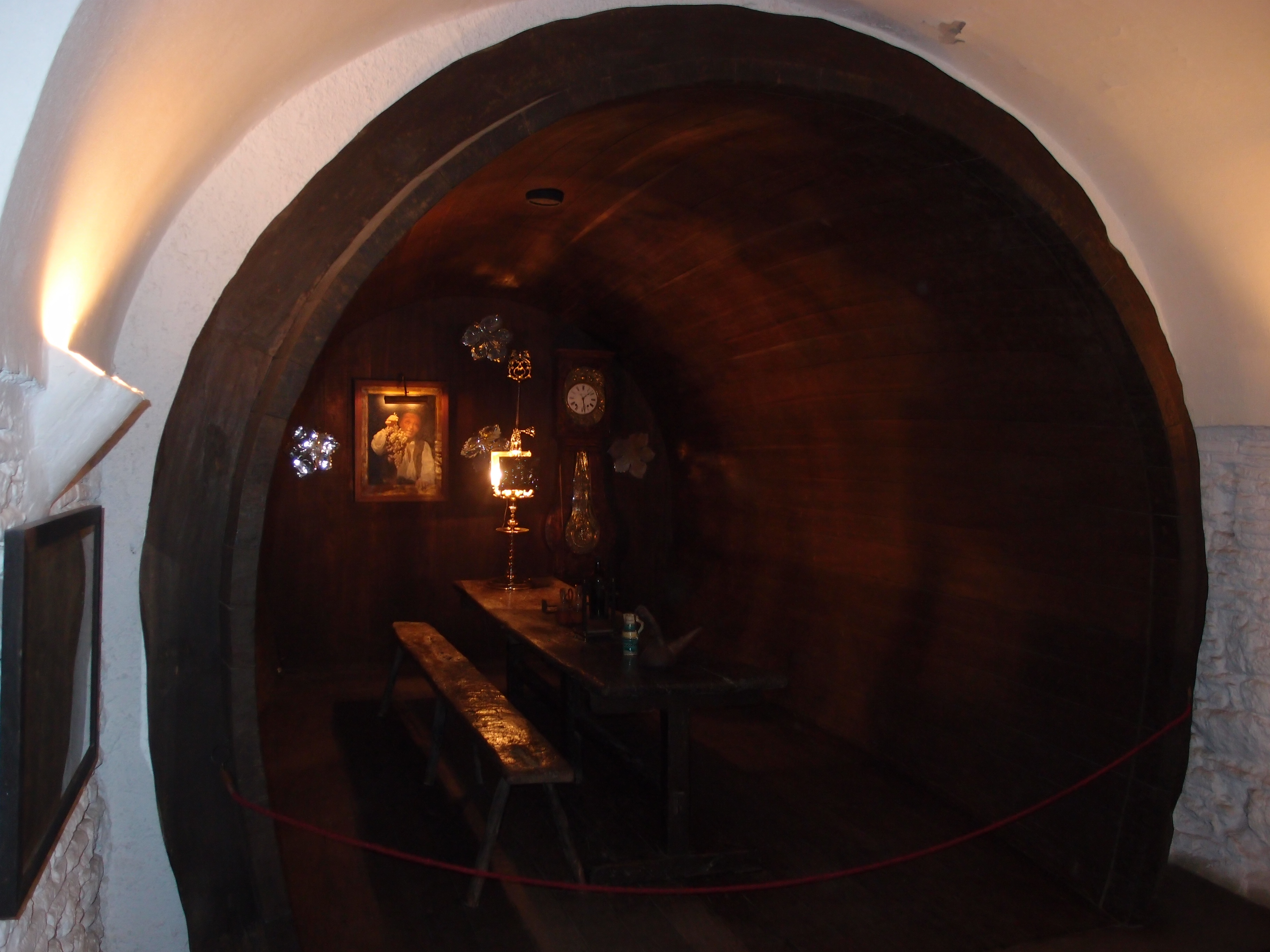
Riesenfass, ausgebaut zur „Probierstube“
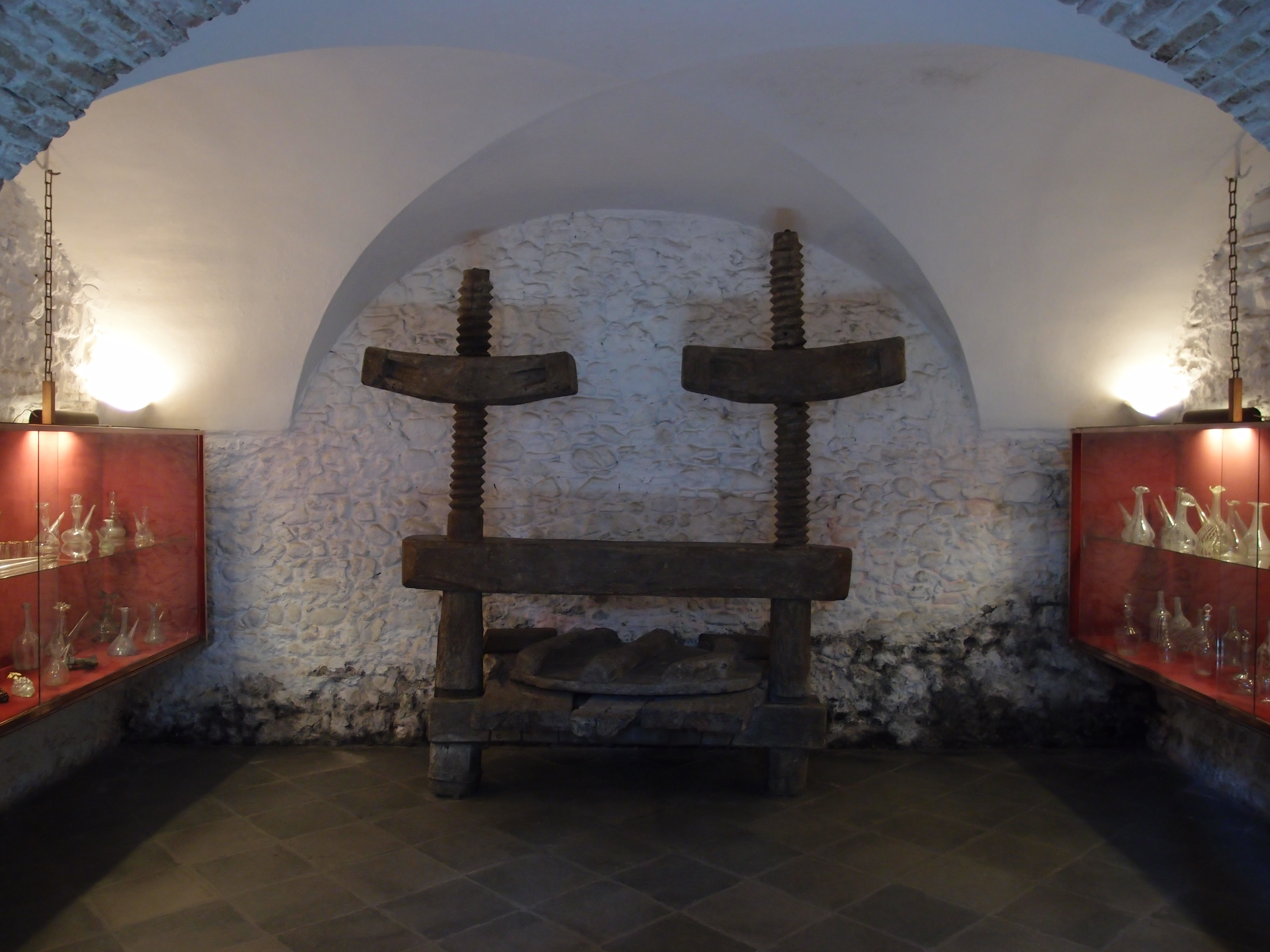
Historische Presse und antike Porrónes

### Festival Castell de Peralada
Die Musikfestspiele von Peralada werden seit 1987 jährlich durch die Associació Cultural Castell de Peralada – unter der Leitung der Präsidentin Carmen Mateu de Suqué , seit ihrem Tod im Januar 2018 unter der Leitung ihrer drei Kinder – in den Monaten Juli und August auf dem Gelände des Castells von Peralada durchgeführt.

### Cotton Club
Der Cotton Club ist dem Casino innerhalb des Schlossgeländes angeschlossen und bietet mit einer gehobenen Bar- und Diskothekenausstattung das Ambiente für private und öffentliche Feiern sowie kleinere Musikveranstaltungen.